# Enrique Nieto y Nieto
Enrique Nieto y Nieto (Barcelona,  6 de octubre de 1880-Melilla, 20 de enero de 1954) fue un arquitecto español, autor de numerosas obras de estilo modernista en la ciudad de Melilla.

## Biografía
Nacido el 6 de octubre de 1880 en Barcelona, realizó estudios en la Escuela Superior de Arquitectura de su ciudad natal, finalizándolos en 1906, y colaboró con varios trabajos en la Casa Milá. Se trasladó a Melilla en 1909, donde comenzó diseñando edificios influenciados por la arquitectura modernista de su ciudad natal, aunque posteriormente introdujo elementos de clásicos y art decó. En 1931 consiguió la plaza de arquitecto municipal, cargo que desempeñó hasta su jubilación en 1949, aunque continuó trabajando hasta su muerte. 
La evolución de su obra arranca de un modernismo vagamente entroncado con el de Gaudí y, pasando por el historicismo, el eclecticismo y el art decó, llega al racionalismo como es evidente en sus últimas obras, más libres y avanzadas: las viviendas unifamiliares, tipo chalet, que ofrecen un notable interés. 
Enrique Nieto codificó un estilo en Melilla, hasta el punto que algunos ingenieros militares que compartieron con él la labor arquitectónica de la ciudad, copiaron sus formas llegando a hacer difícil la distinción. Melilla se ha convertido así en un museo de la arquitectura modernista, un modernismo de corte catalán aunque algo más blando y de menos vuelos, expresión del diferente medio económico en el que surge y del espíritu cosmopolita y novedoso de la población, que se integra muy bien en una ciudad cuyo trazado urbanístico de planta en cuadrícula, con calles anchas y rectas y manzanas en chaflán, incide en el esquema del plan Cerdá en Barcelona y cuya importancia aumentó considerablemente a partir de las obras de acondicionamiento del puerto entre 1912 y 1914.
Falleció en Melilla el 20 de enero de 1954.

## Lista de obras

### Historicistas

#### Neoárabes

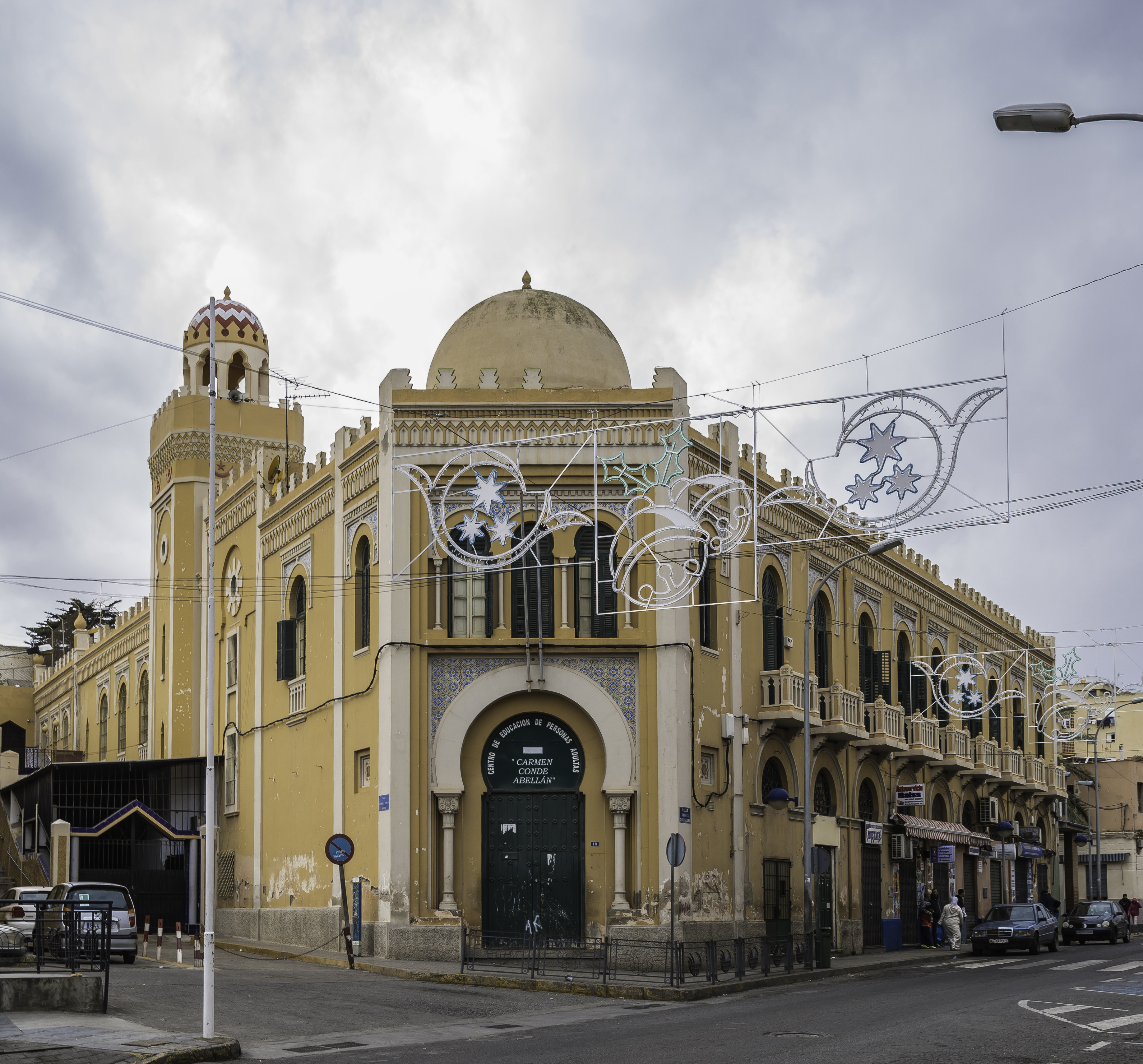
Mezquita Central
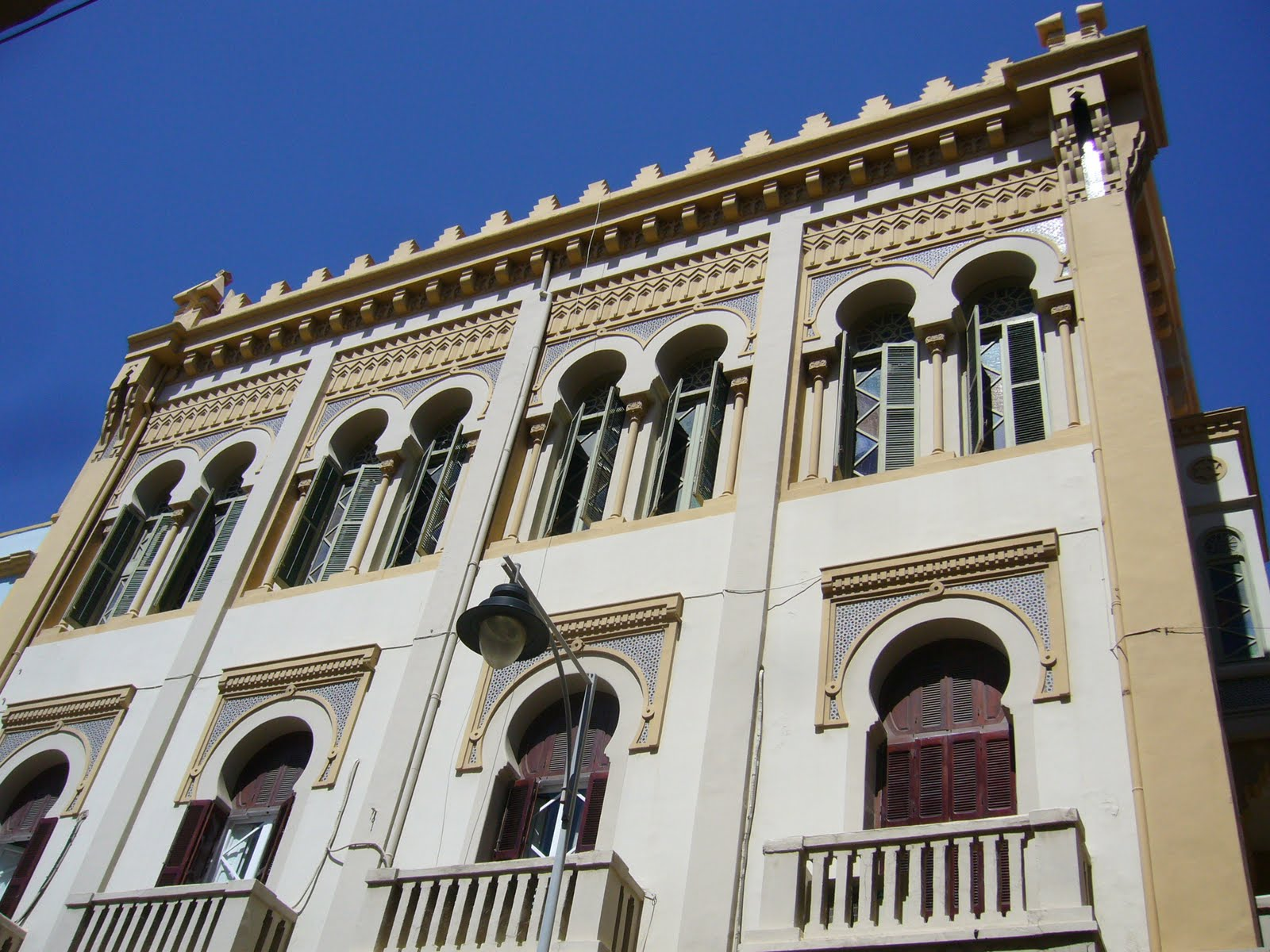
Casa de Yamín Benarroch

Como la Mezquita Central o la Casa de Yamín Benarroch que alberga la Sinagoga Or Zaruah.

### Modernistas

#### Floral

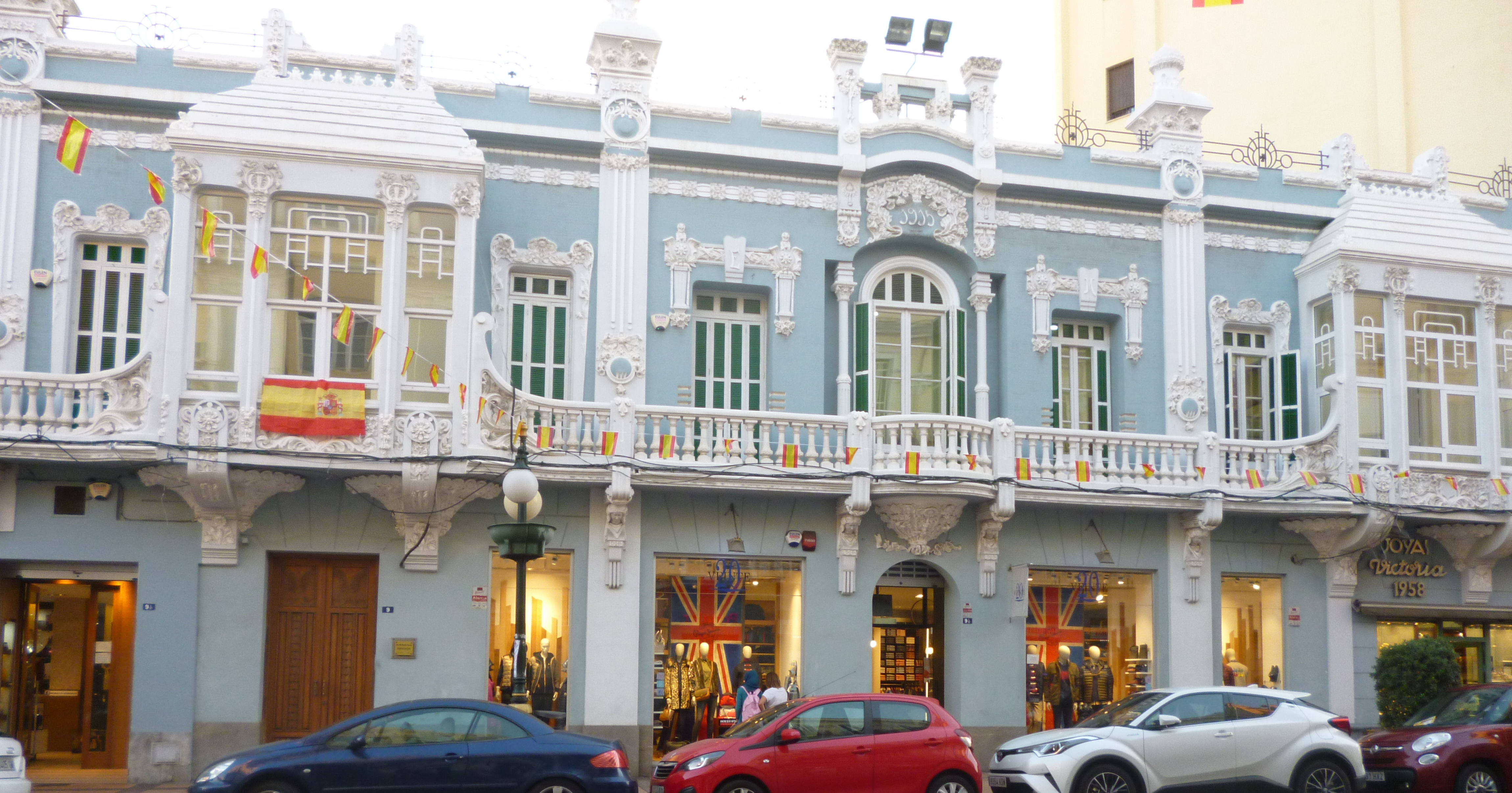
Antiguo Economato Militar
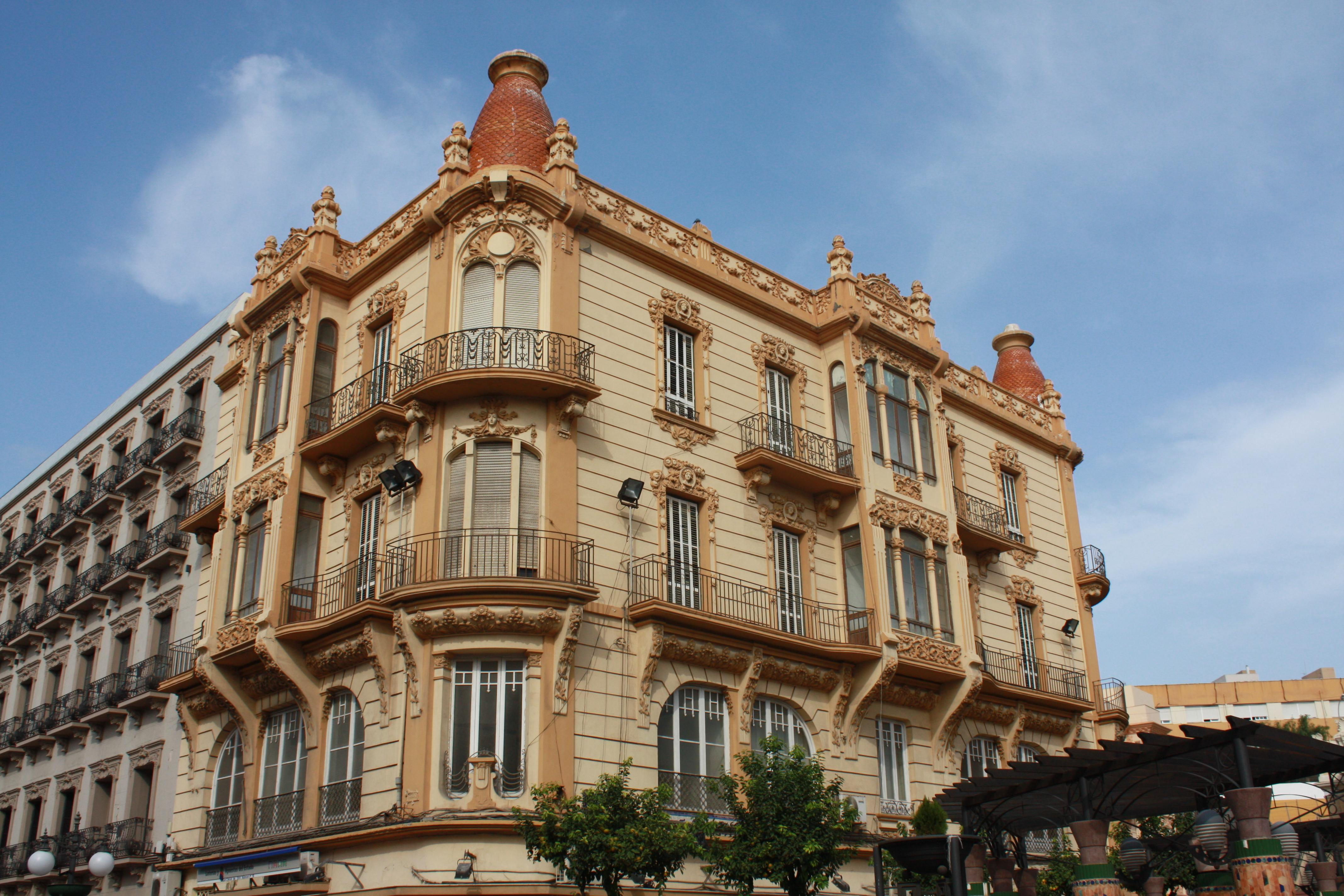
Antiguos Grandes Almacenes la Reconquista
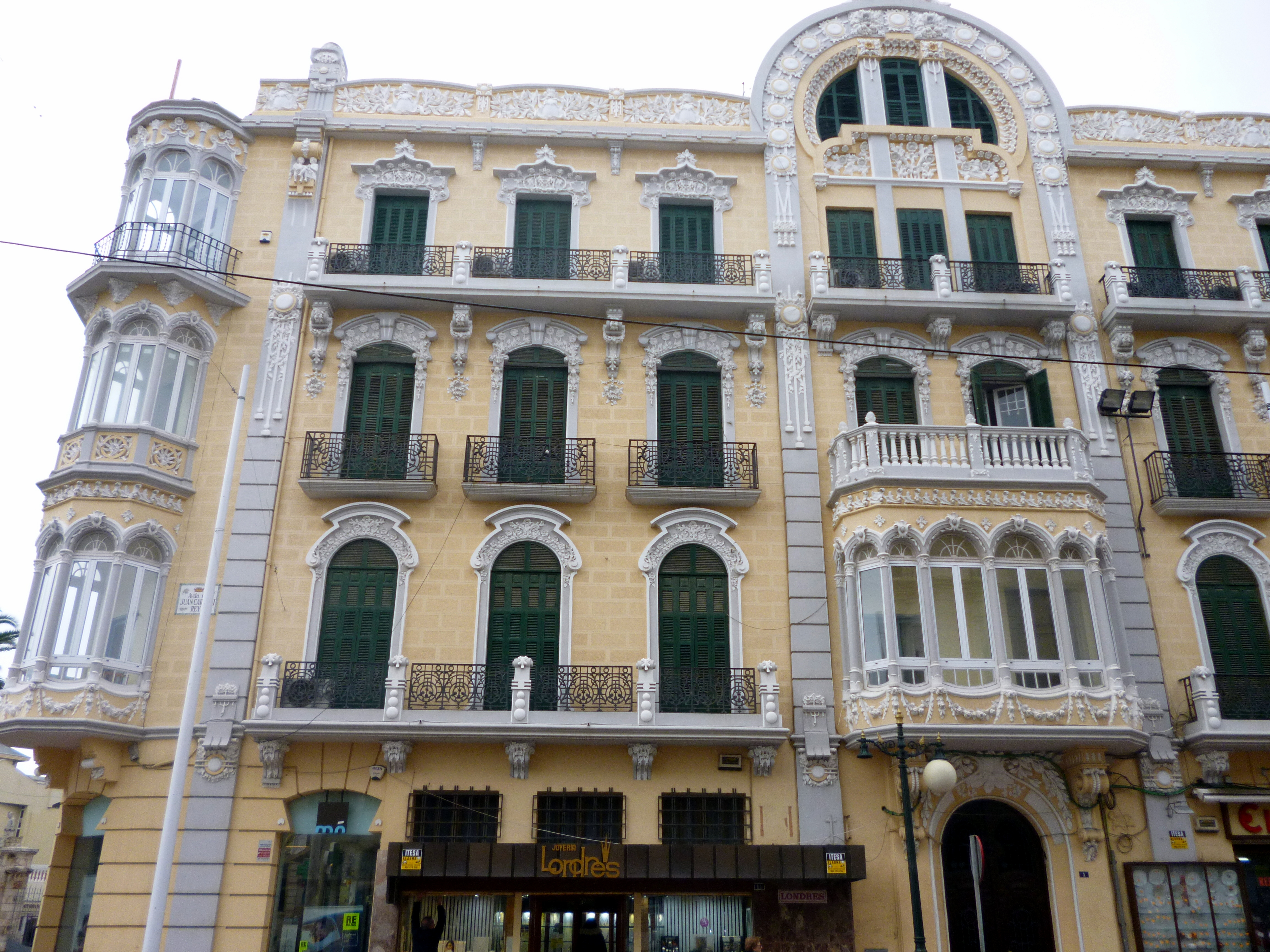
Casa David J. Melul
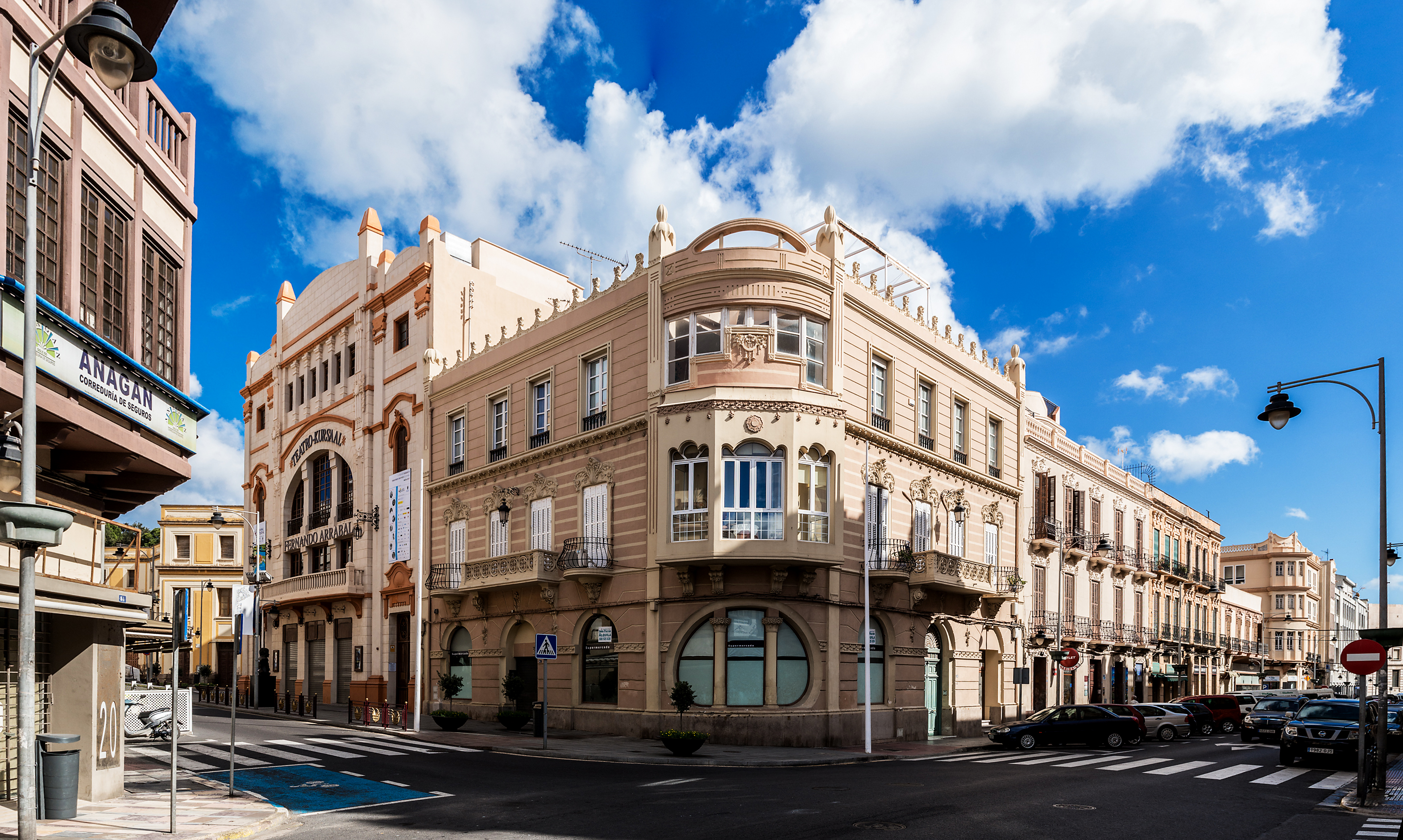
Antigua redacción de El Telegrama del Rif
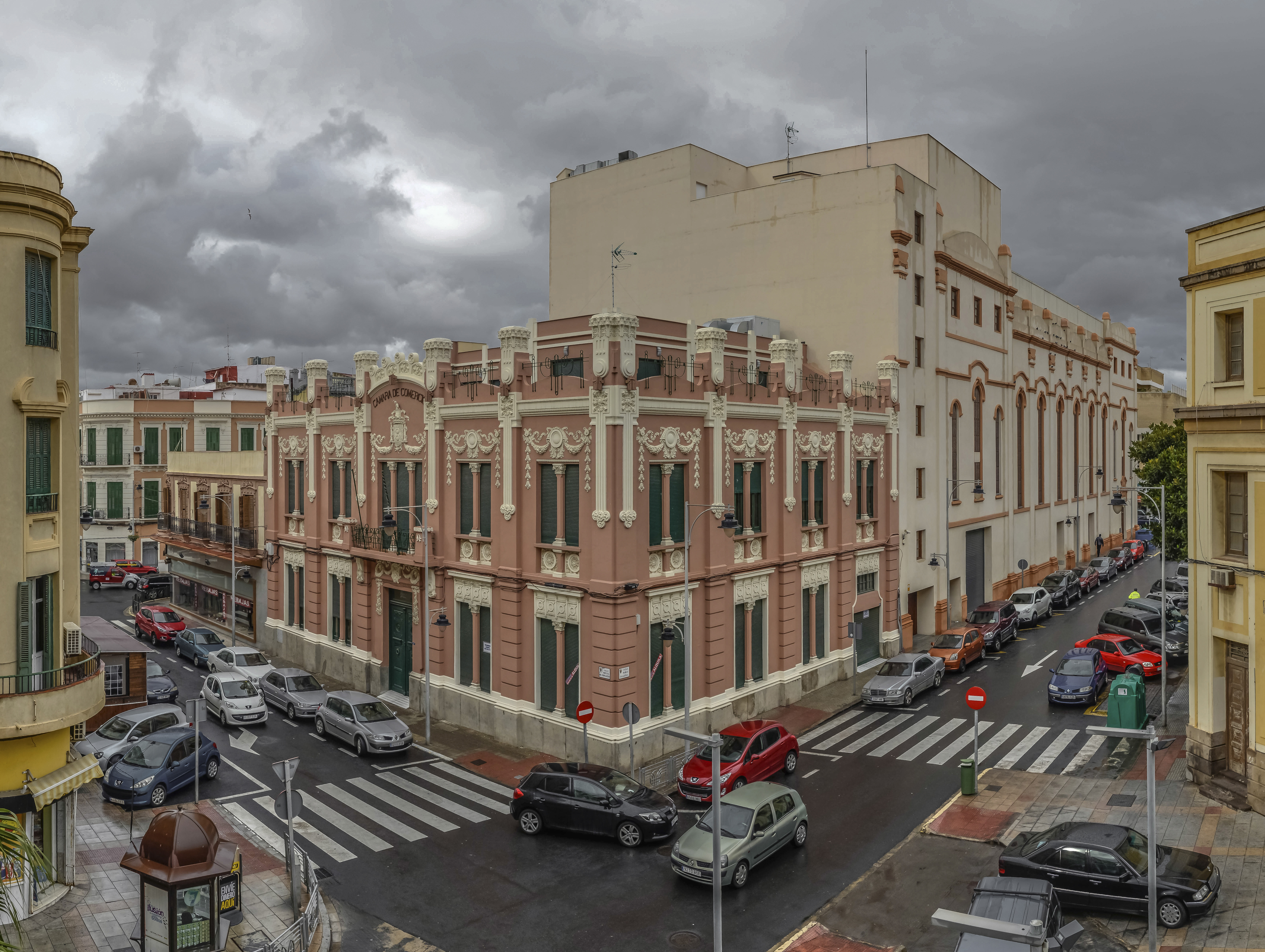
Cámara Oficial de Comercio, Industria y Navegación
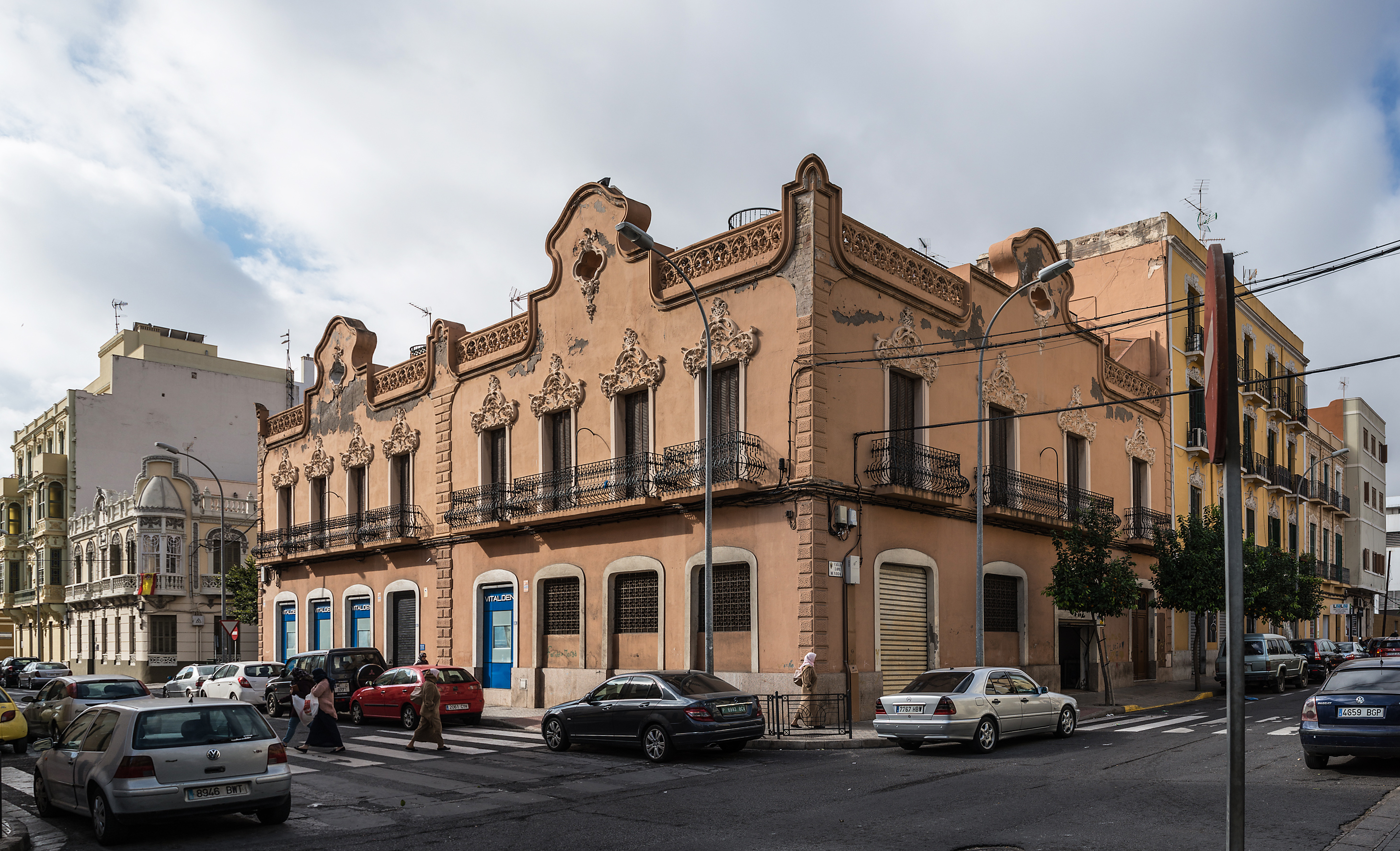
Muebles La Reconquista
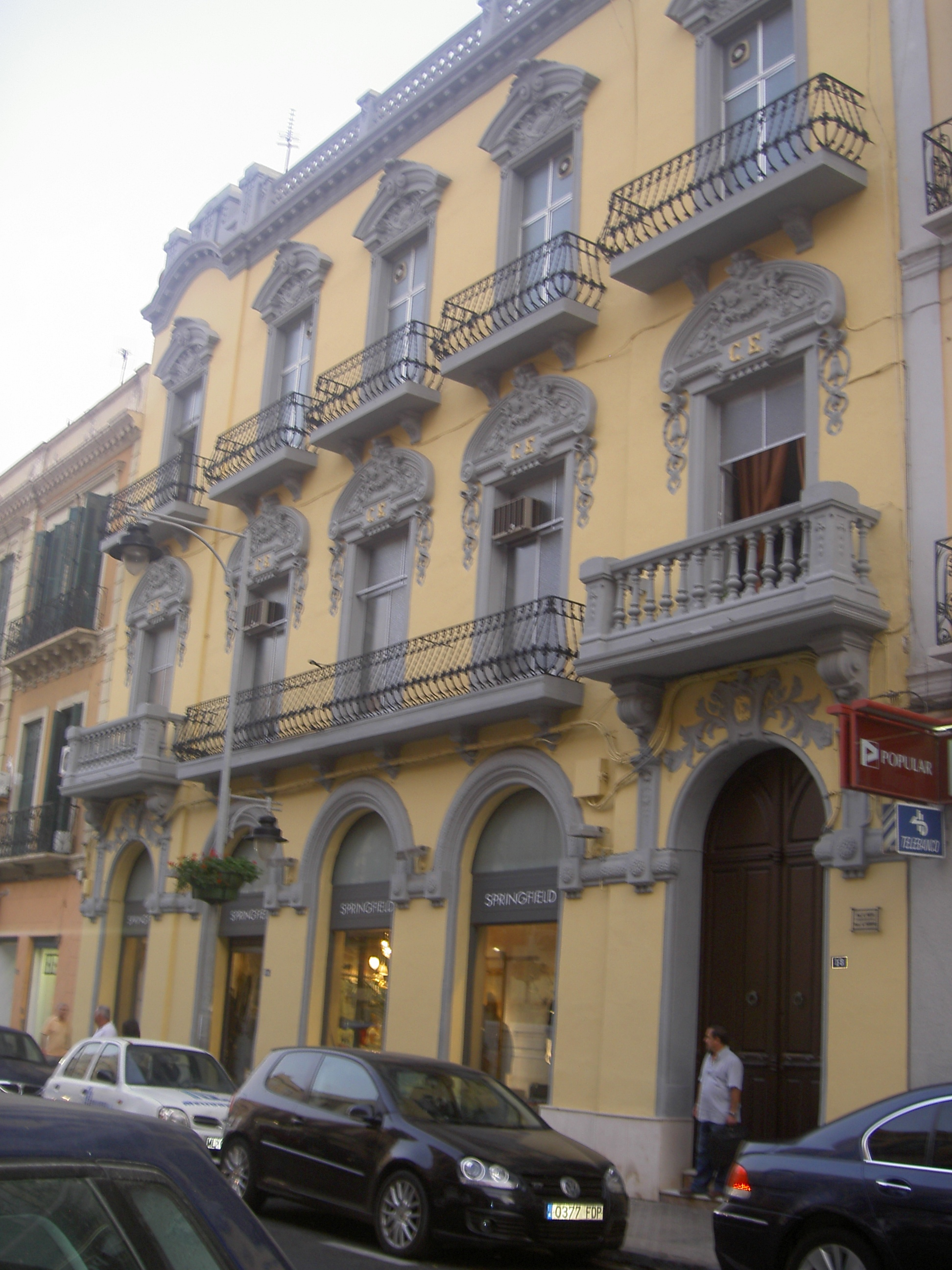
Casino Español
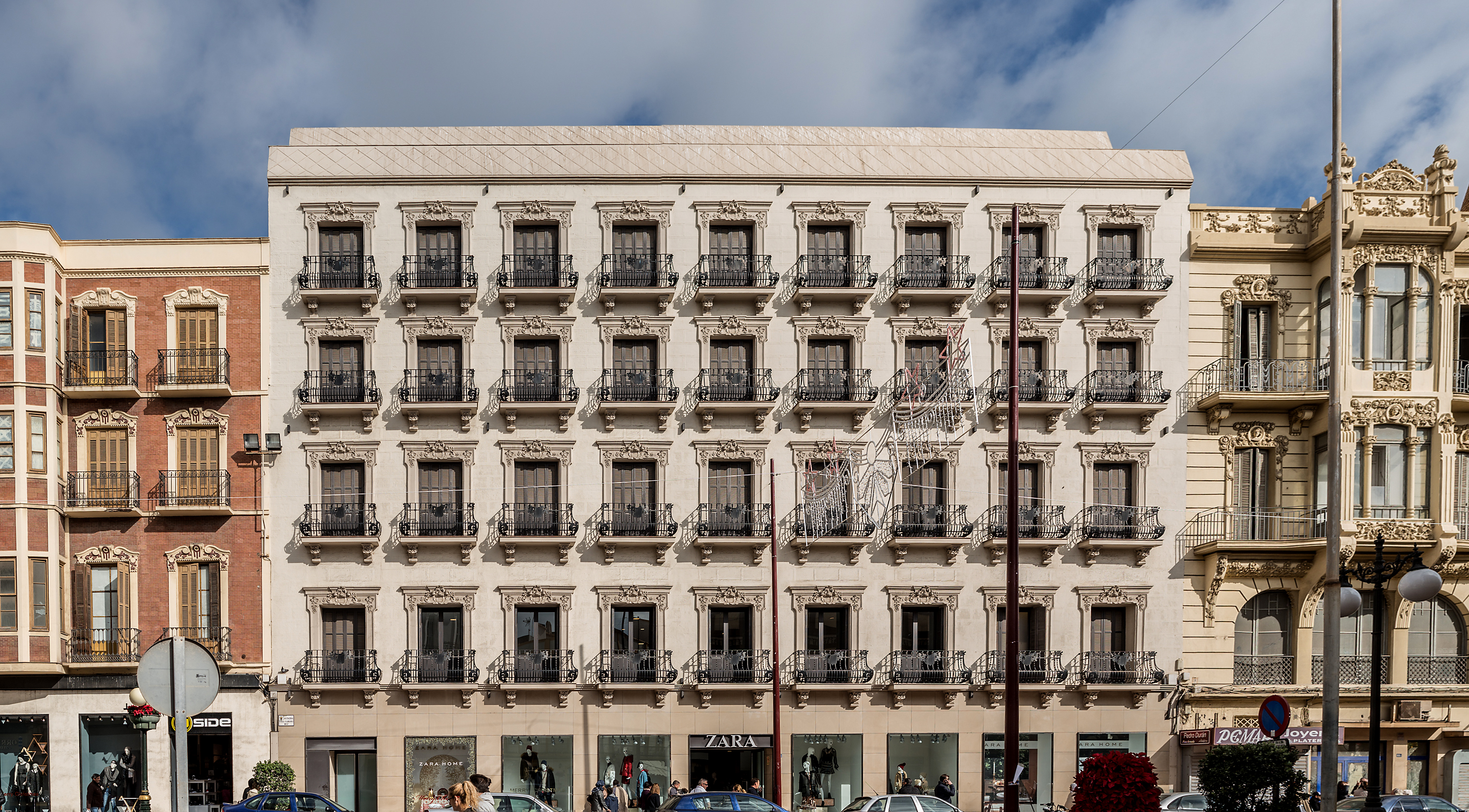
Casa de Baños

Puramente catalana, domechana la Casa de Manuel Buxedas Aupi (1910-1911), la Casa de Antonio Baena Gómez (1910), Muebles La Reconquista (Circa 1910), la desaparecida Casa Basilio Paraíso (1910-1912), la Casa de José Guardiola (1910), el Casino Español (1911), Sor Alegría, 6 (1911), la Casa de José Mascaró Rafols y Julia Iturralde (1911) la Casa de Baños (1912-1913), la Antigua redacción de El Telegrama del Rif (1912-1913), la Cámara Oficial de Comercio, Industria y Navegación (1913-1914), el trío del Antiguo Economato Militar, denominado popularmente Casa Tortosa (1914-1915), los Antiguos Grandes Almacenes la Reconquista (1915-1917) y la Casa David J. Melul (1915-1917), la flor y nata del modernismo floral.

#### Académica

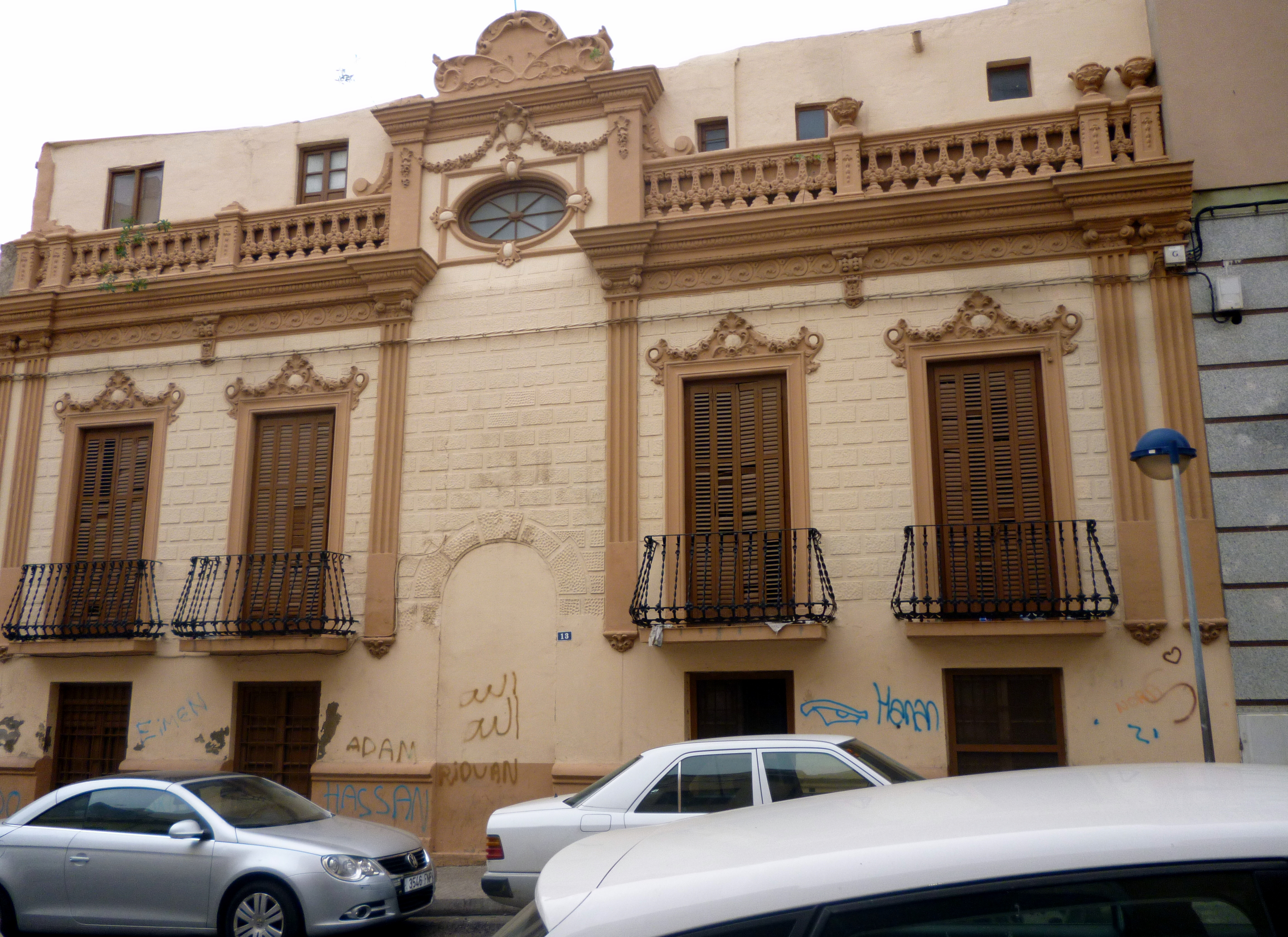
Casa de Manuel Fernández Martín
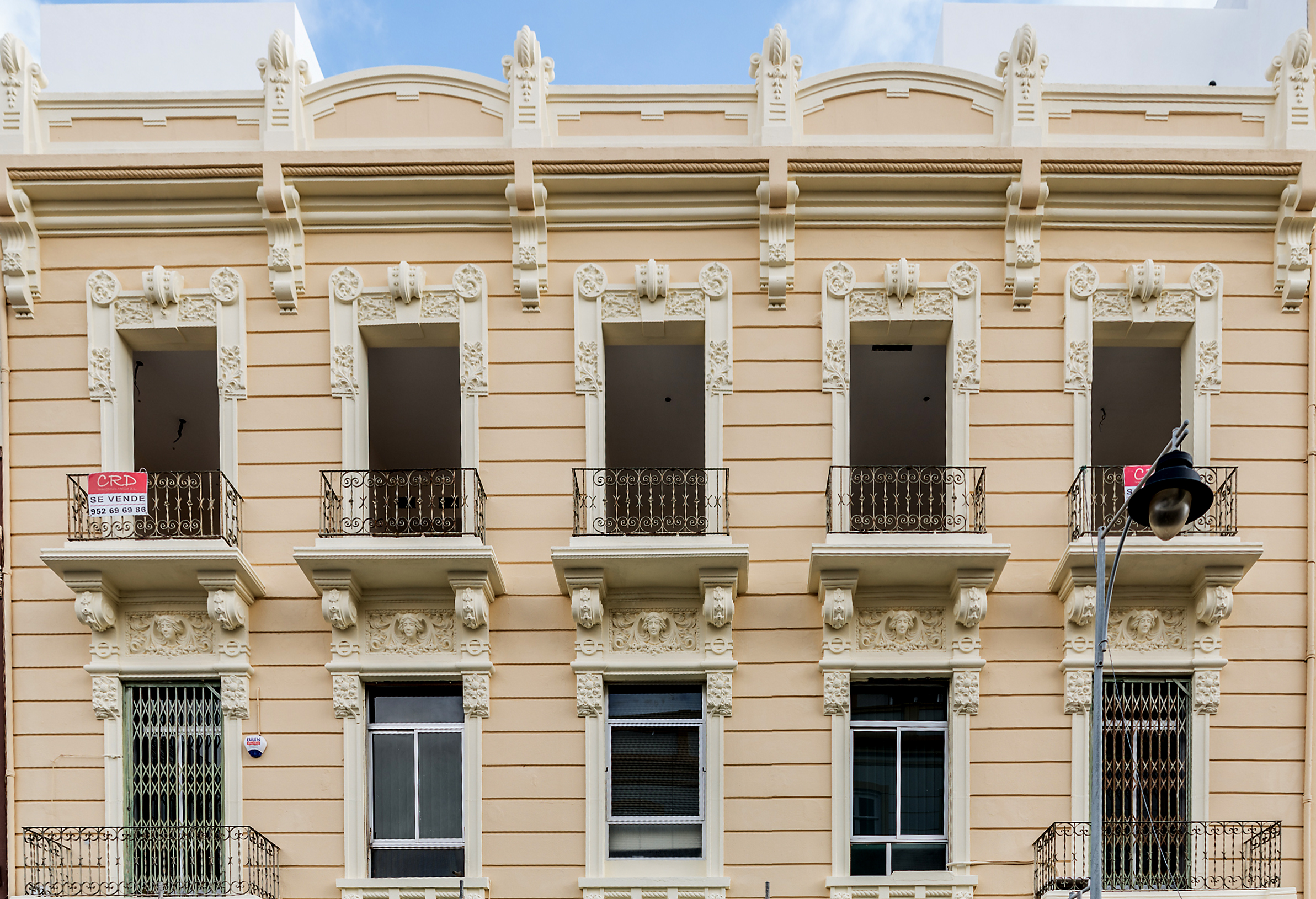
Casa Meliveo
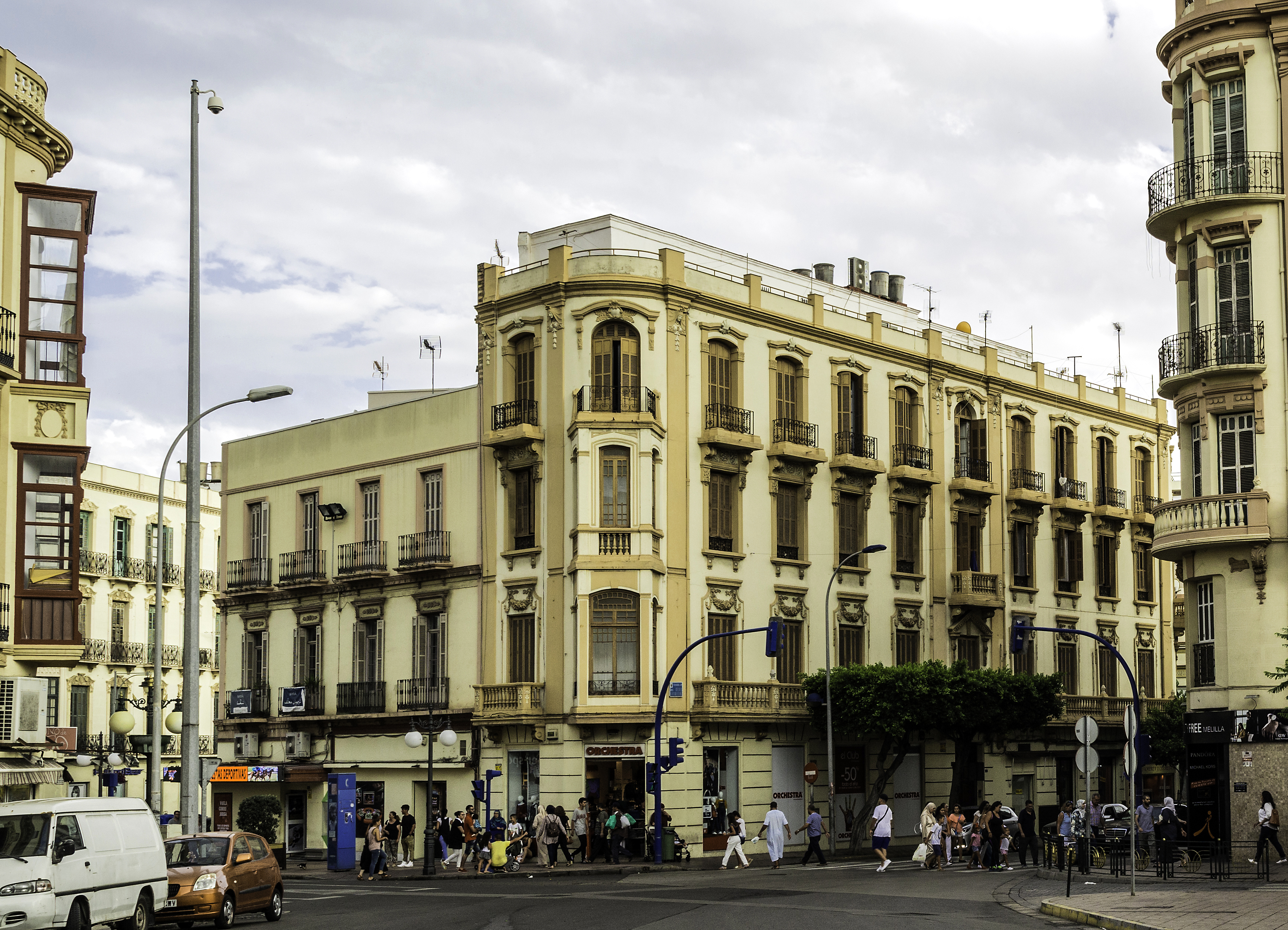
Casa de Juan Montes Hoyo
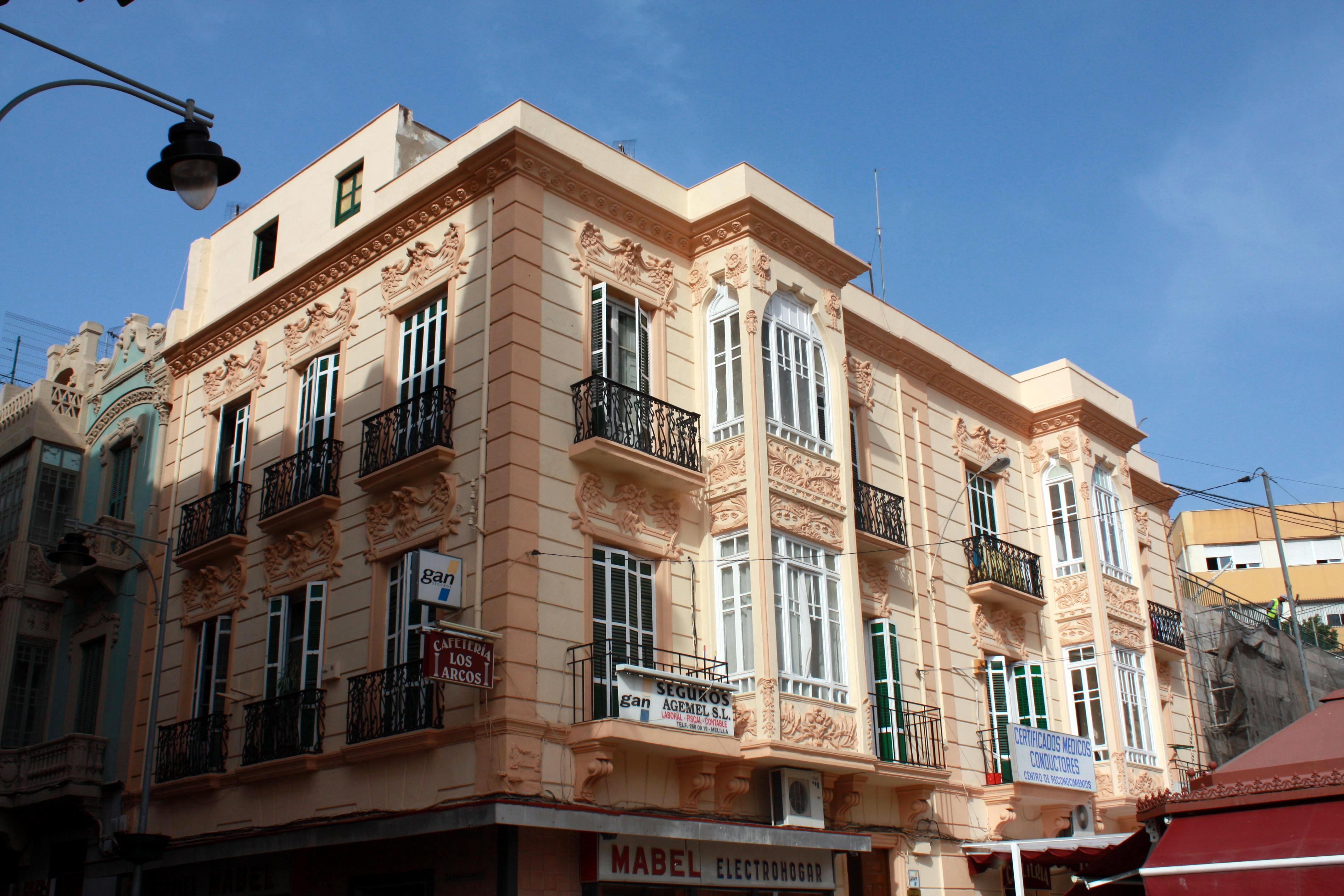
Casa de la viuda de Antonio Ibancos
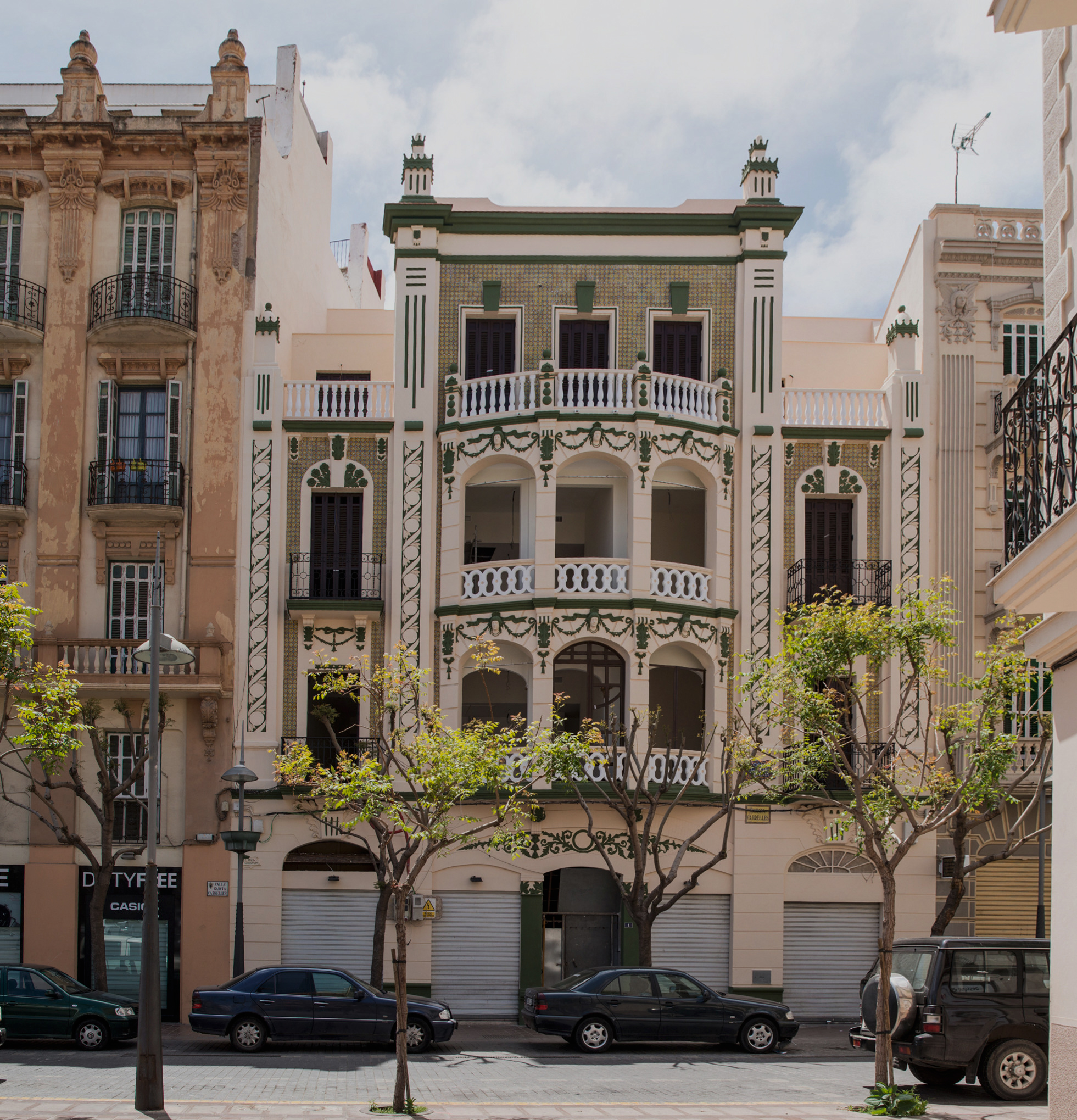
Casa de Lázaro Torres
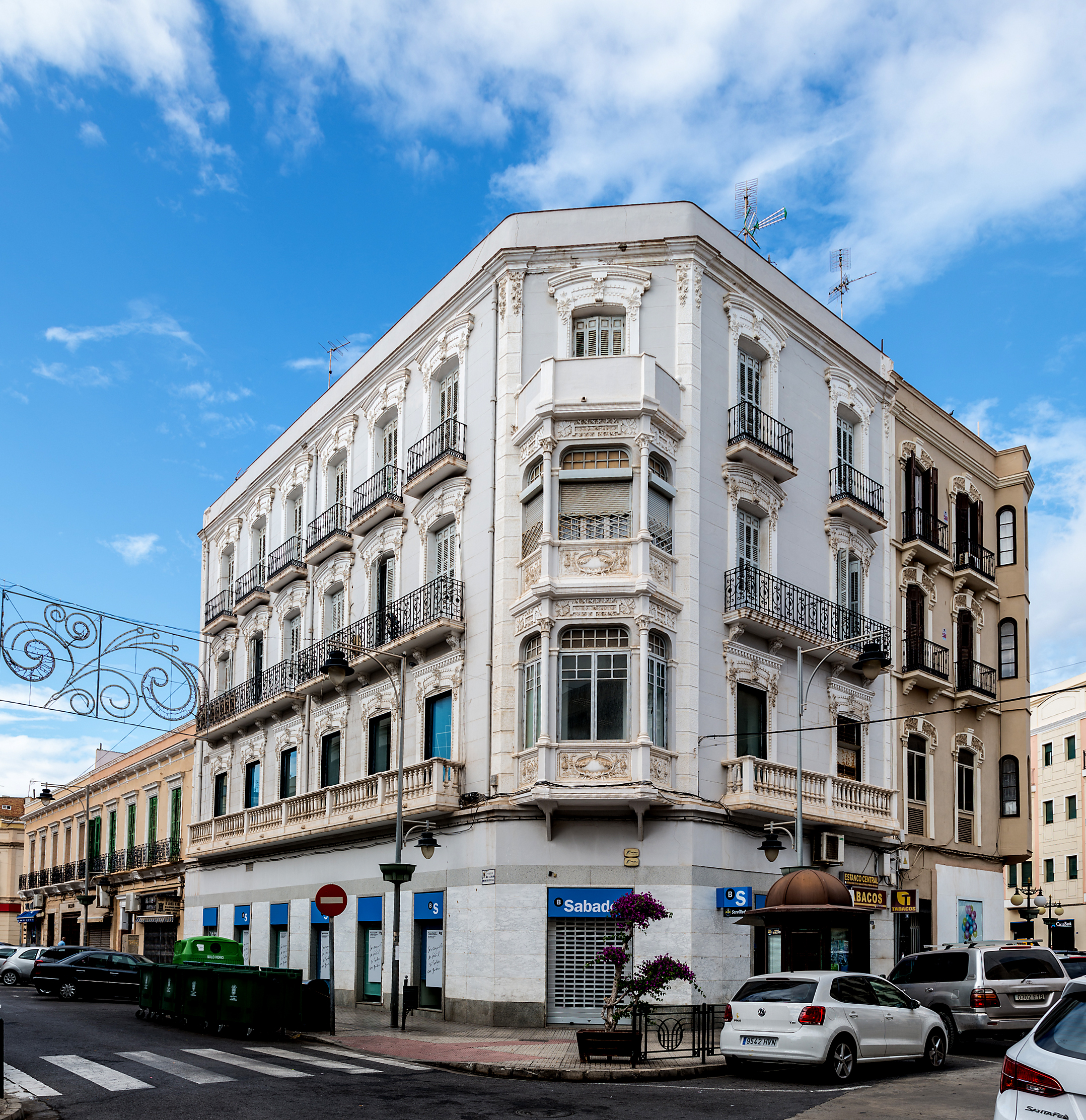
Antiguo Banco de Bilbao
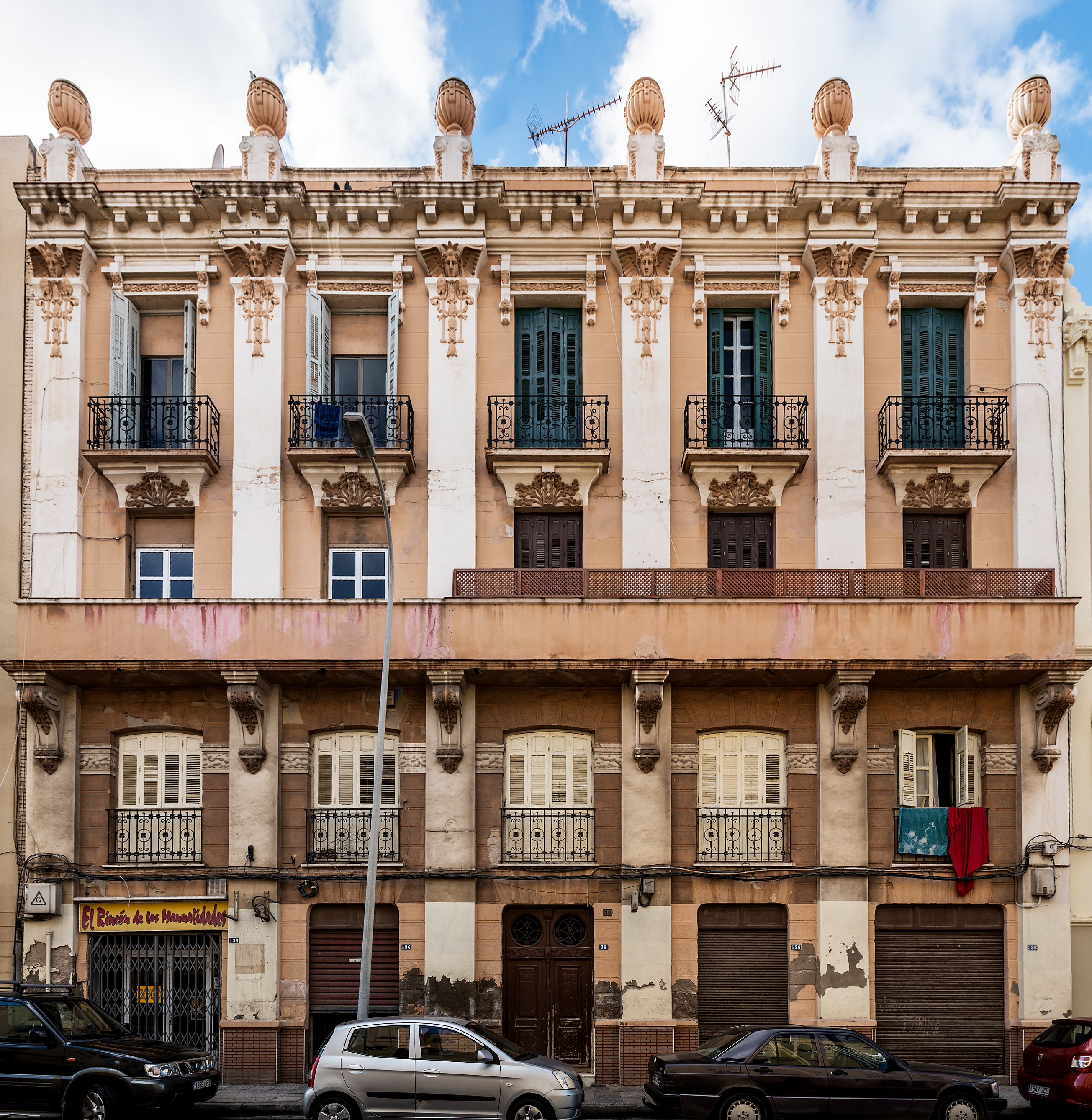
Casa de José Zea y Manuel Alvadalejo
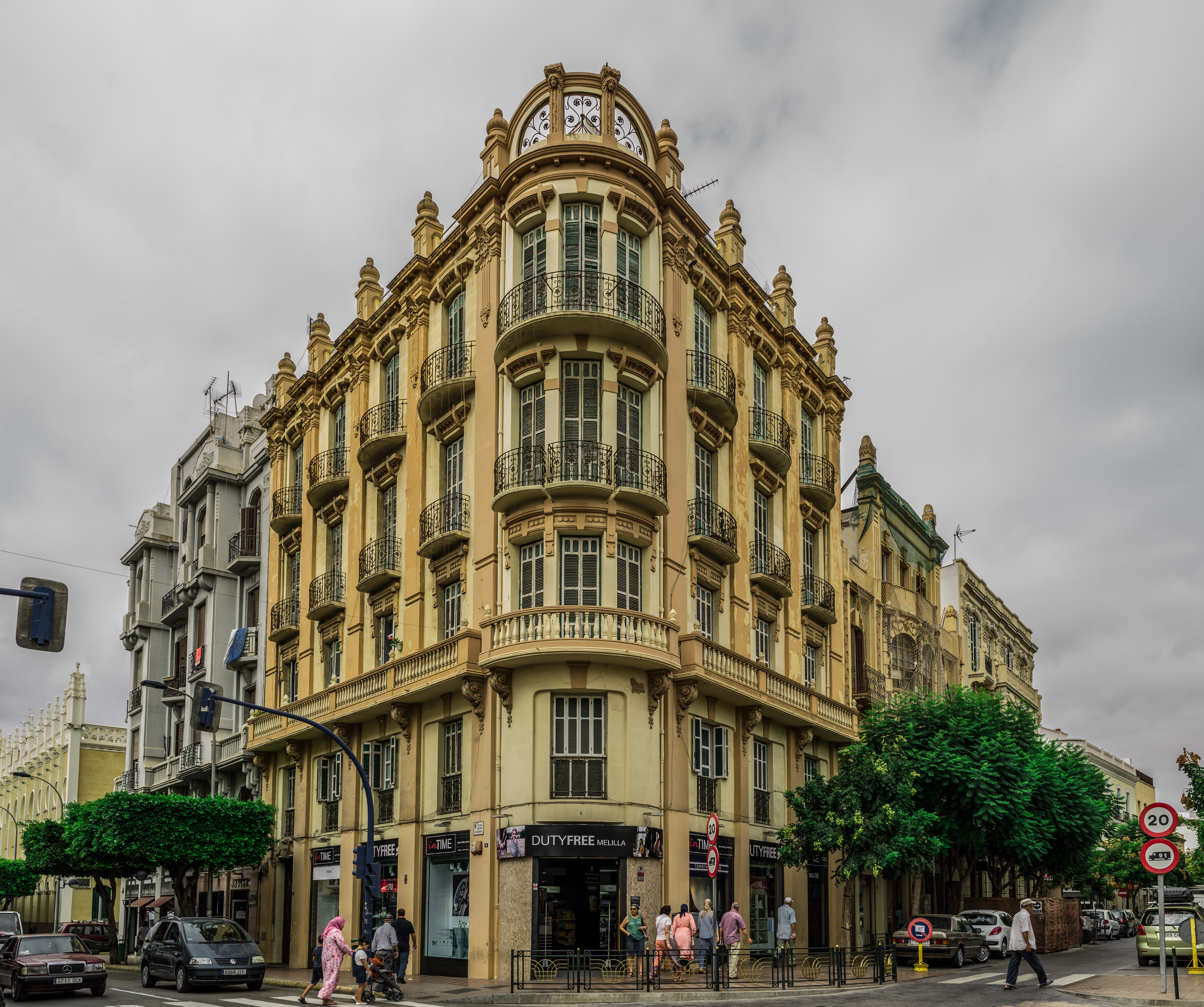
Casa de José García Álvaro
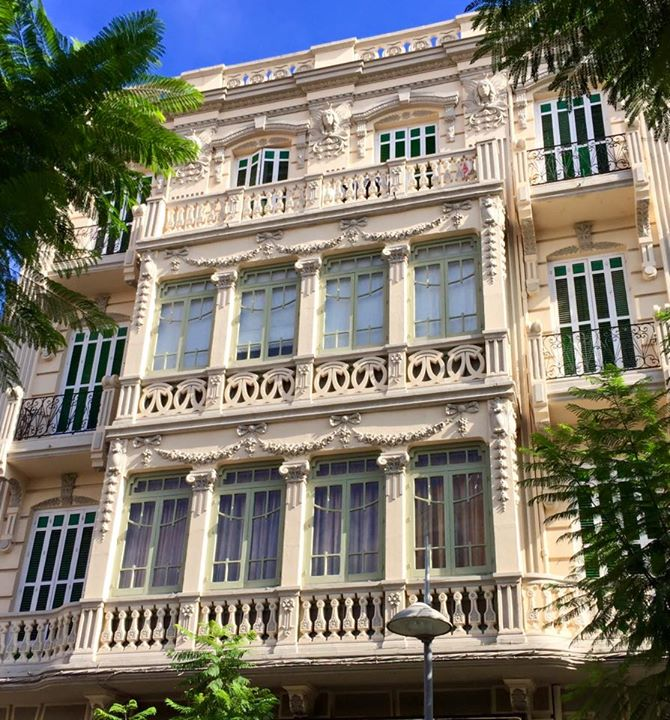
Casa de Vicente Martínez
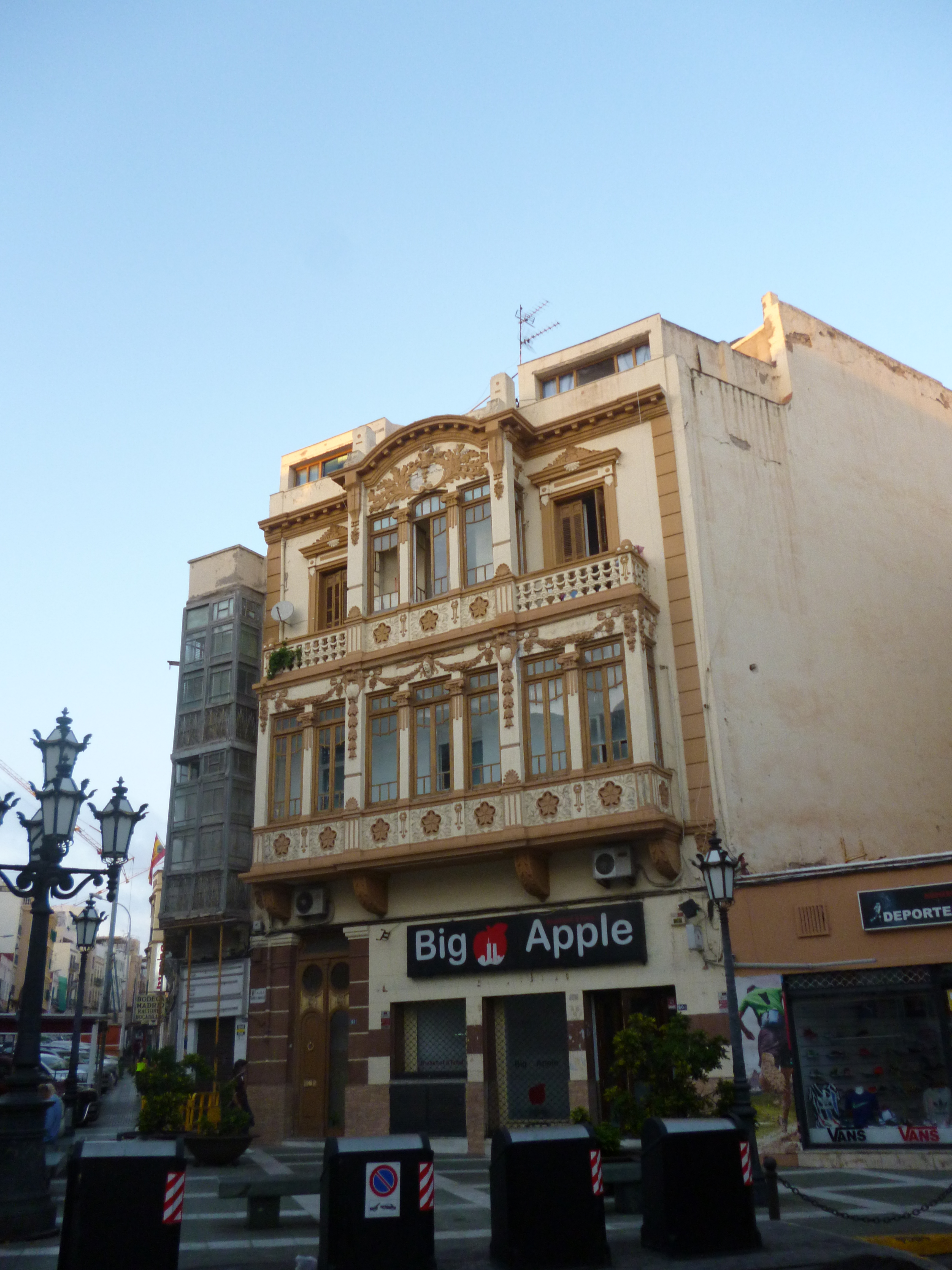
López Moreno, 20

Desde 1921, ante el agotamiento del modernismo floral Nieto lo utiliza en la Casa Meliveo (1920), la Casa de José Zea y Manuel Alvadalejo,  los componentes de la Manzana de la Concordia,la Casa Miguel Gómez Morales (1927-1928),la Casa de José García Álvaro, más conocida cómo Casa El Acueducto (), la Casa de Lázaro Torres (1928-1929), la cercana Casa de Juan Montes Hoyo, denominada popularmente Casa La Pilarica (1928-1929), Casa de la viuda de Antonio Ibancos, el Antiguo Banco de Bilbao, la Casa de José Guardiola, la Casa de Vicente Martínez (1931-1932), las situadas en las calles López Moreno, 14 (1924), López Moreno, 20 (1924) y en la Avenida Reyes Católicos, 10.

#### Geometrizante

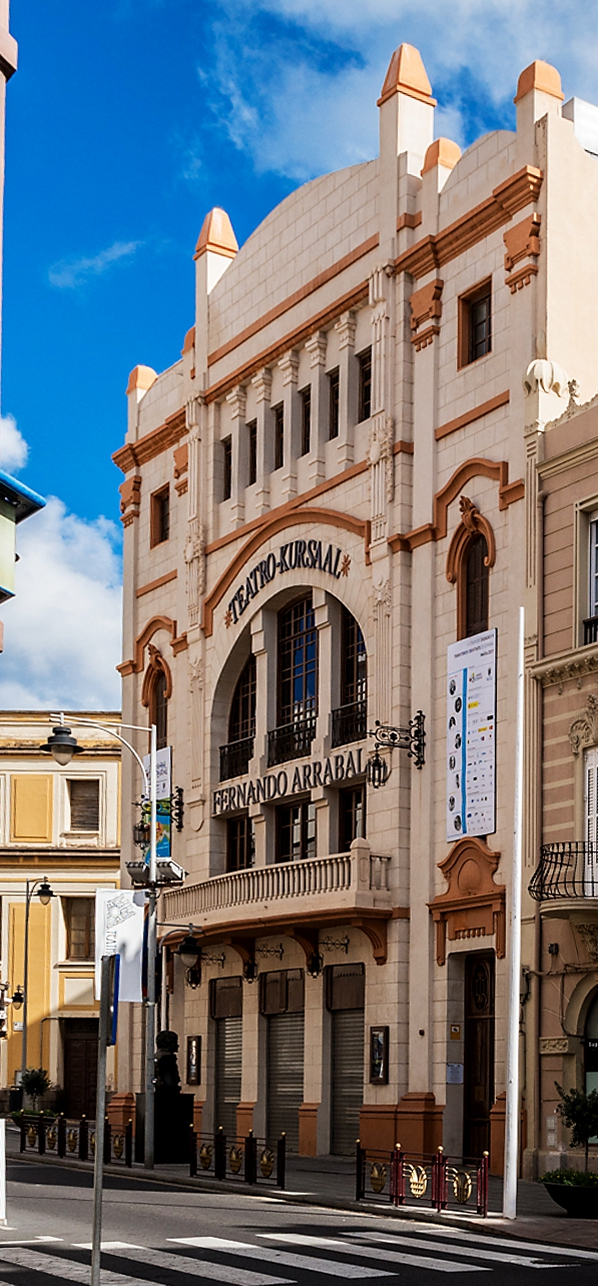
Teatro Kursaal

Preludio del Art decó, con los Almacenes Juan Montes Hoyo y en el Teatro Kursaal (1930).

### Art Decó zigzagueante

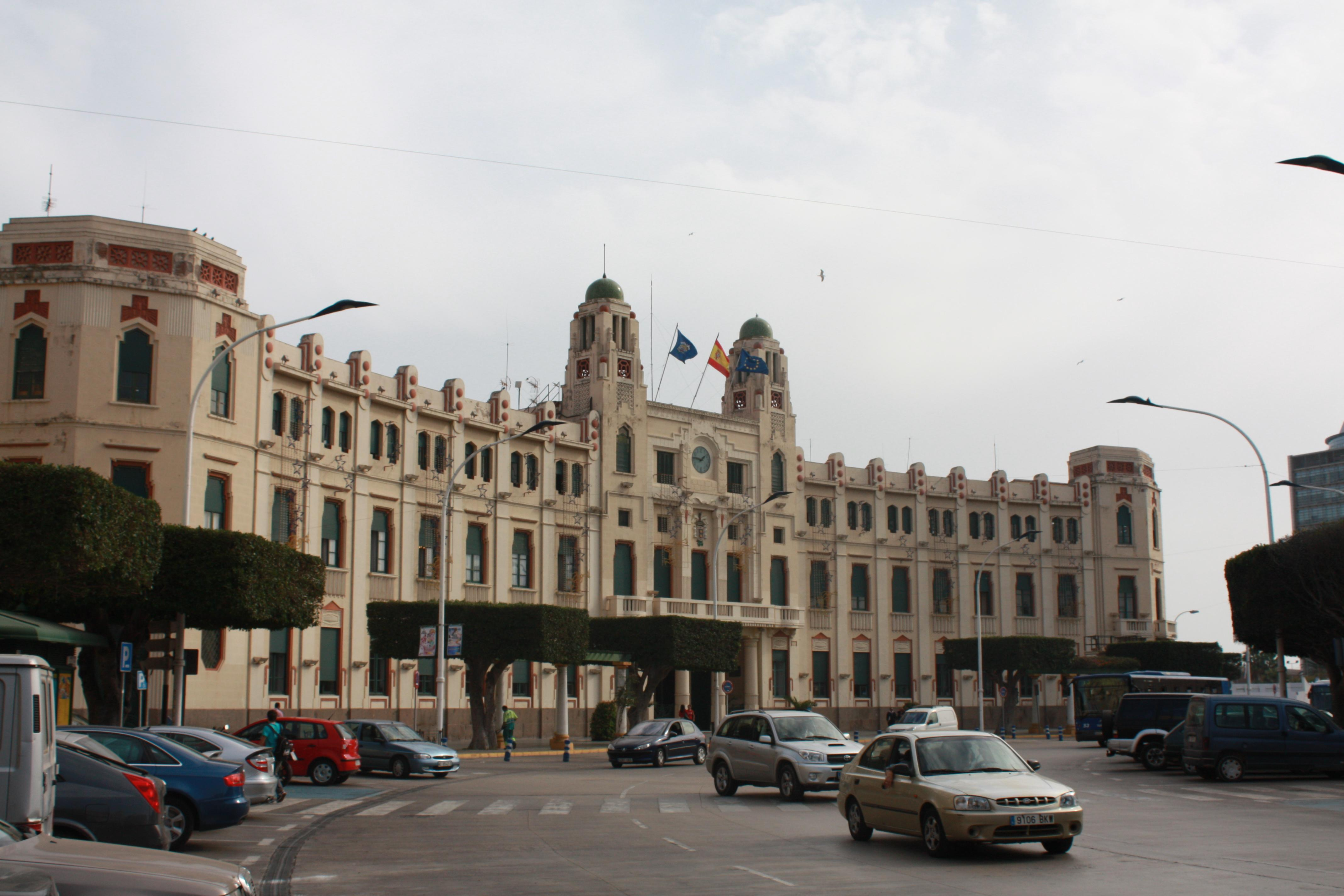
Palacio de la Asamblea
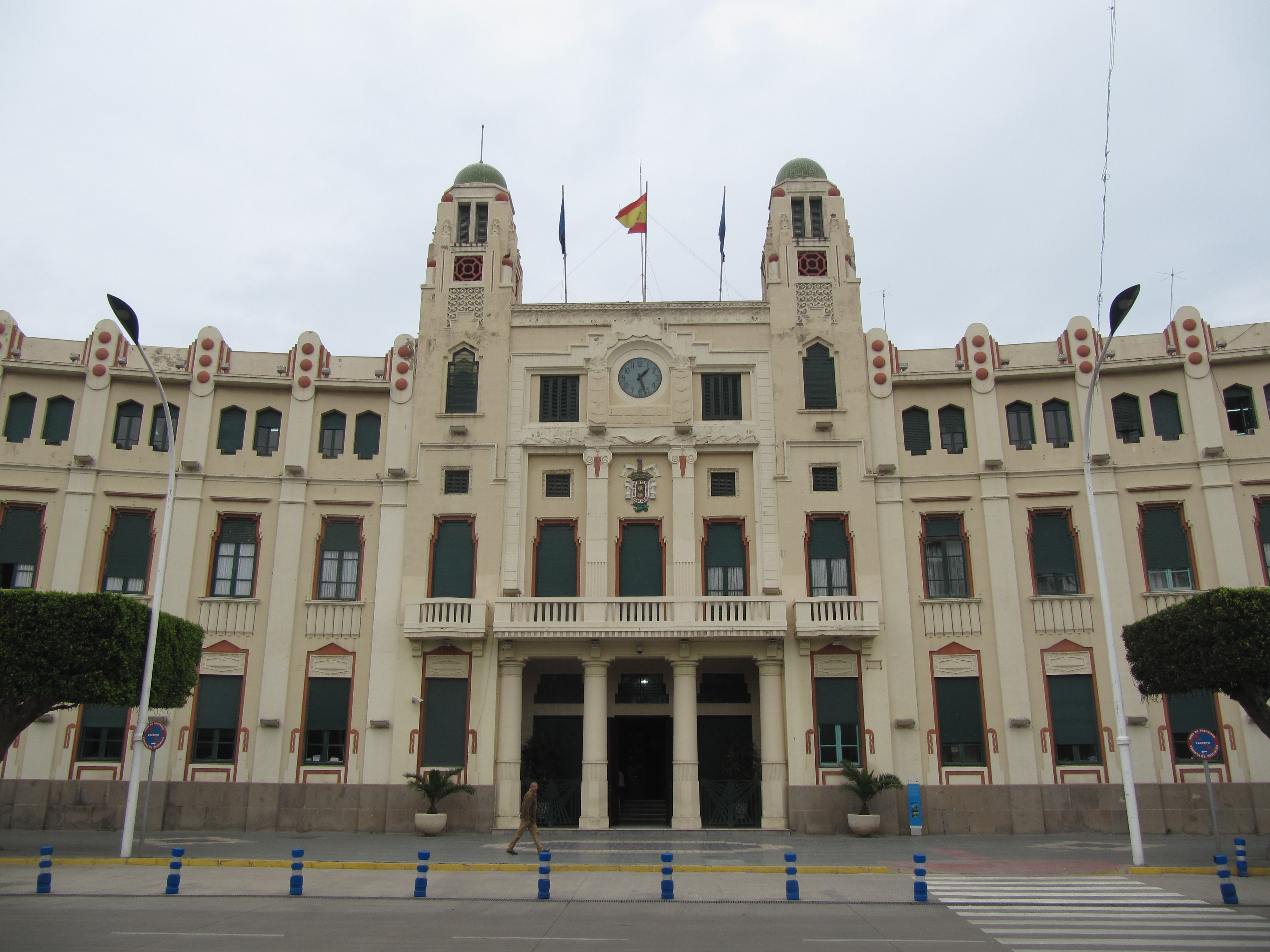
Palacio de la Asamblea
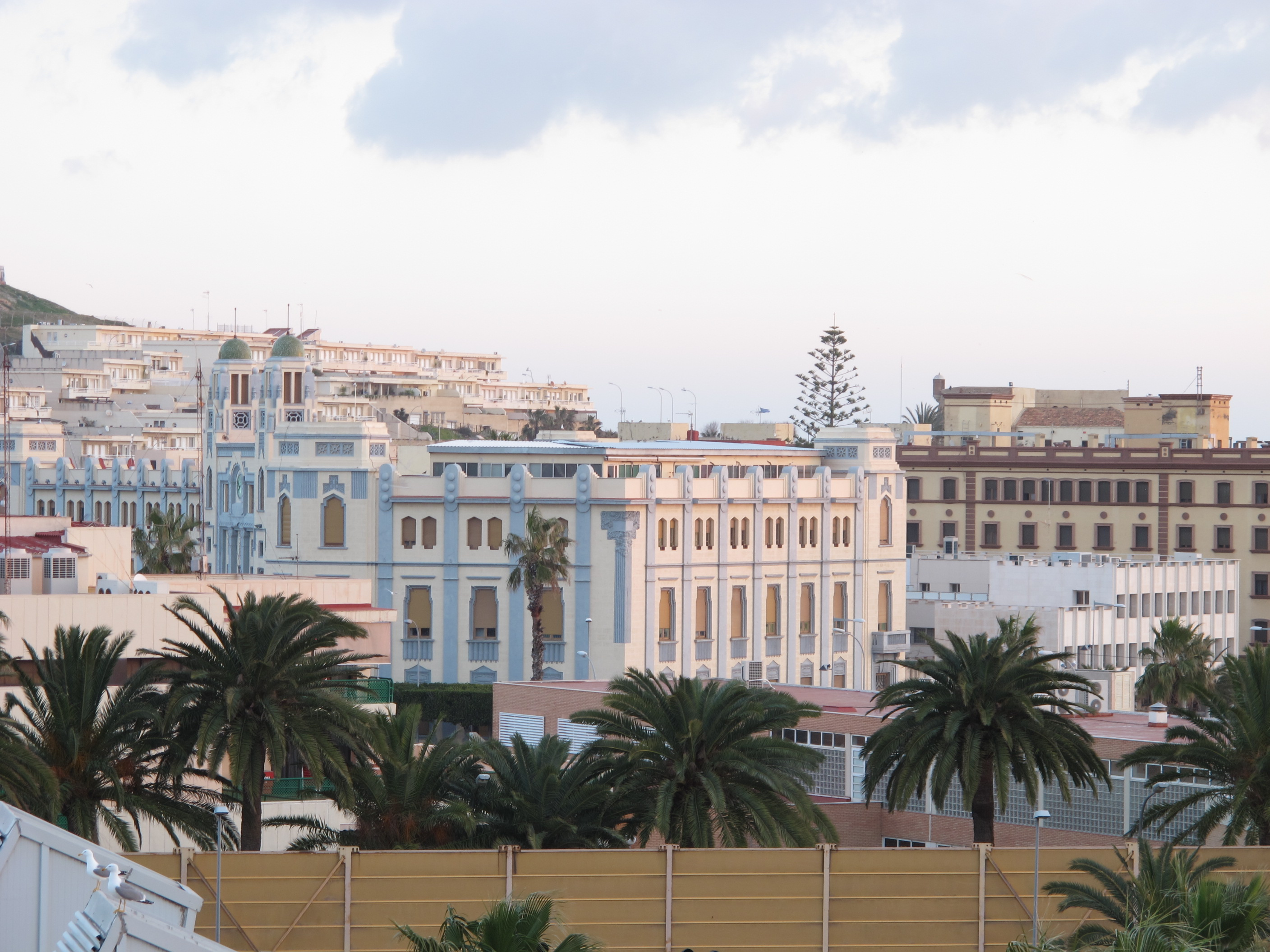
Palacio de la Asamblea
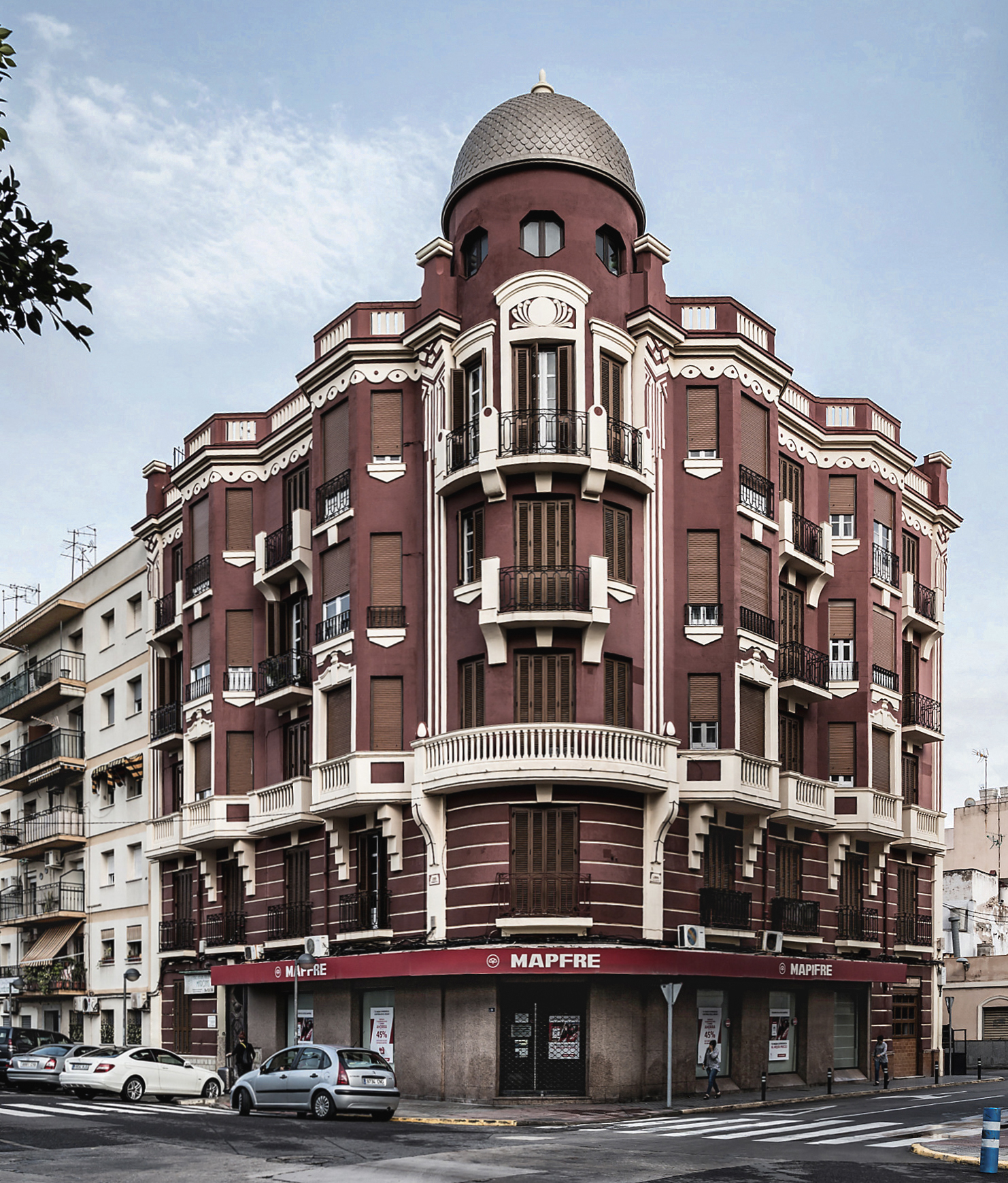
Avenida de la Democracía, 8,
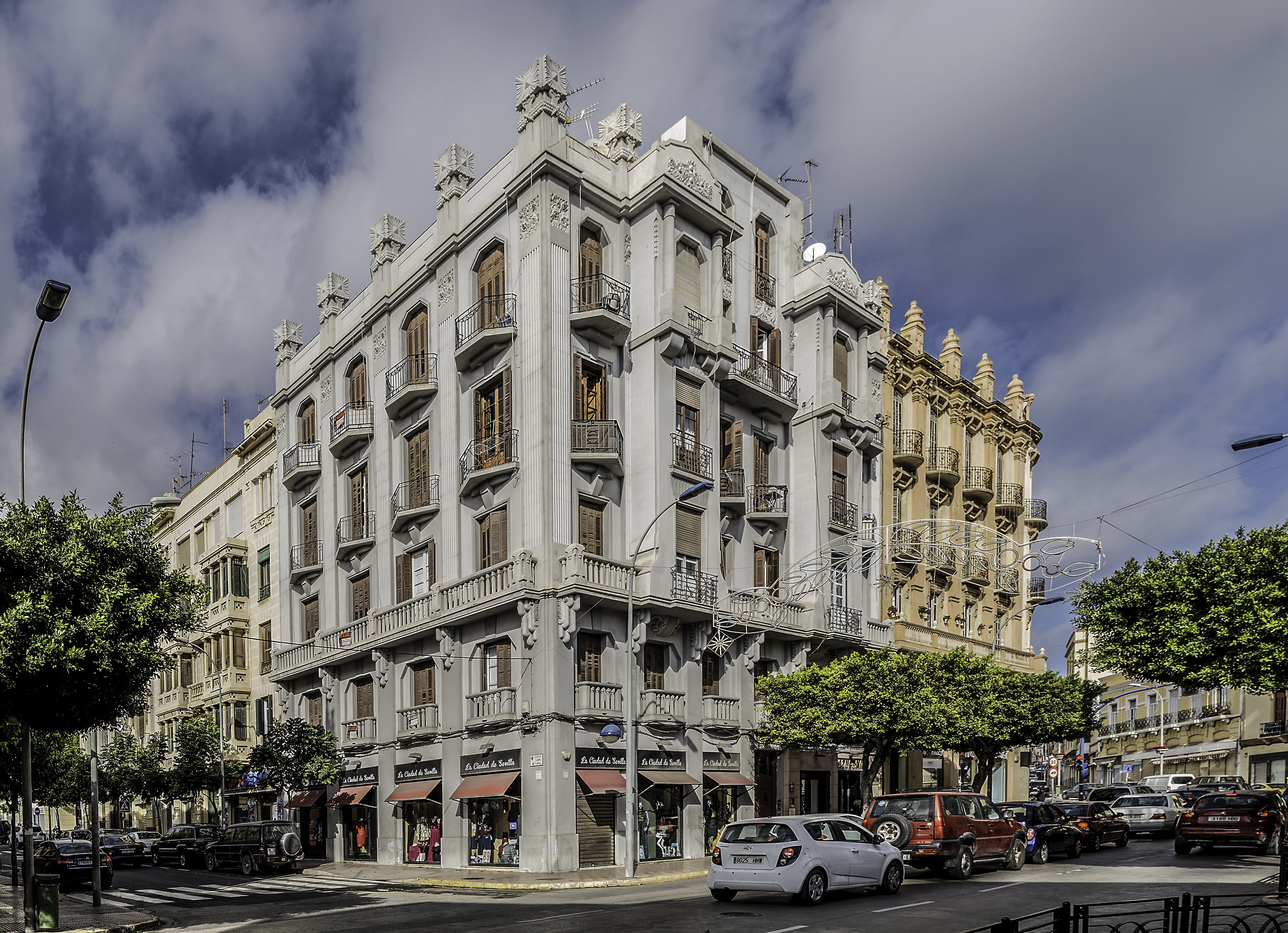
Casa de Enrique Nieto
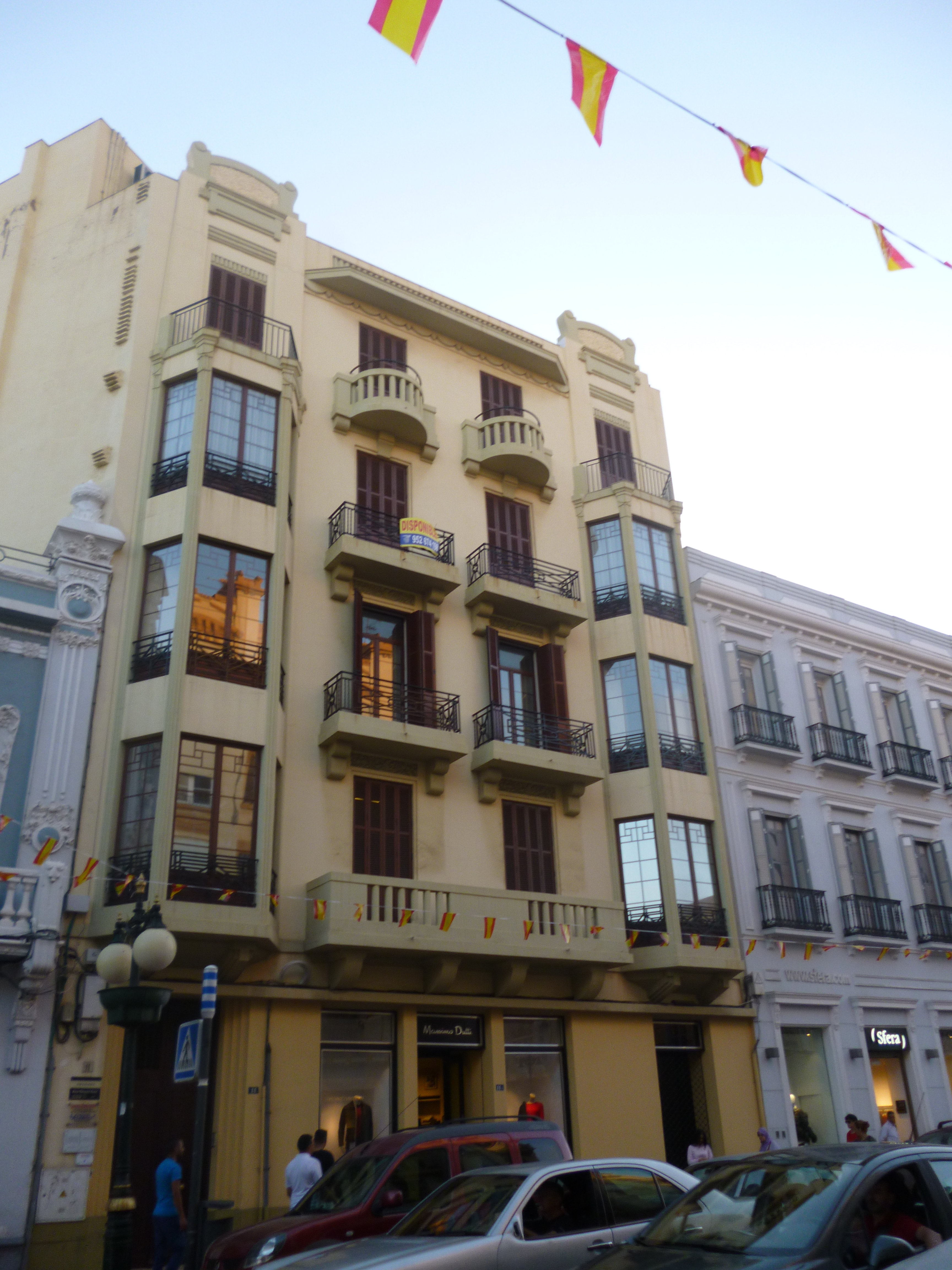
Casa de Jacques EskEnazi Aguilerun
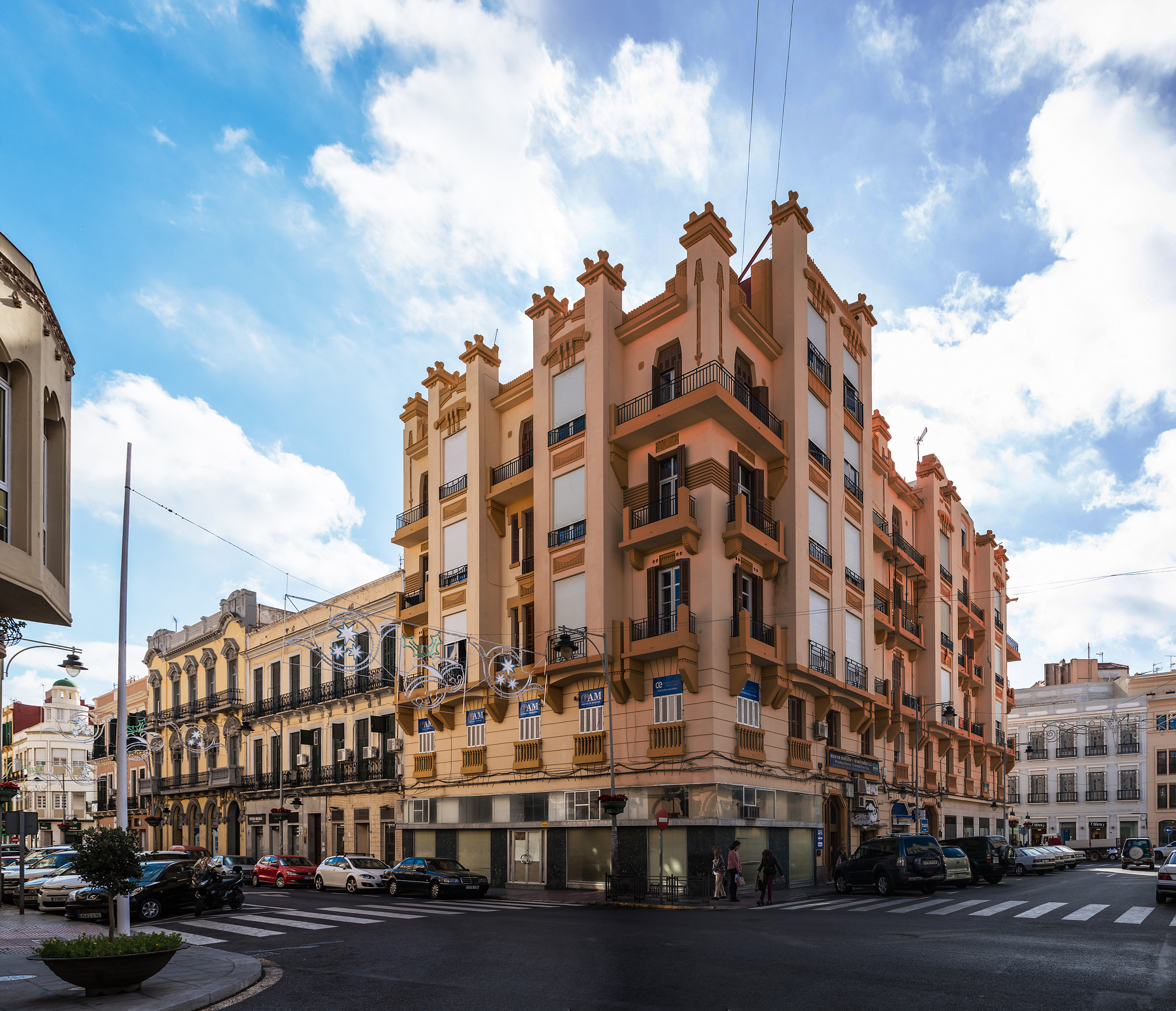
Casa de Rafael Rico Albert,
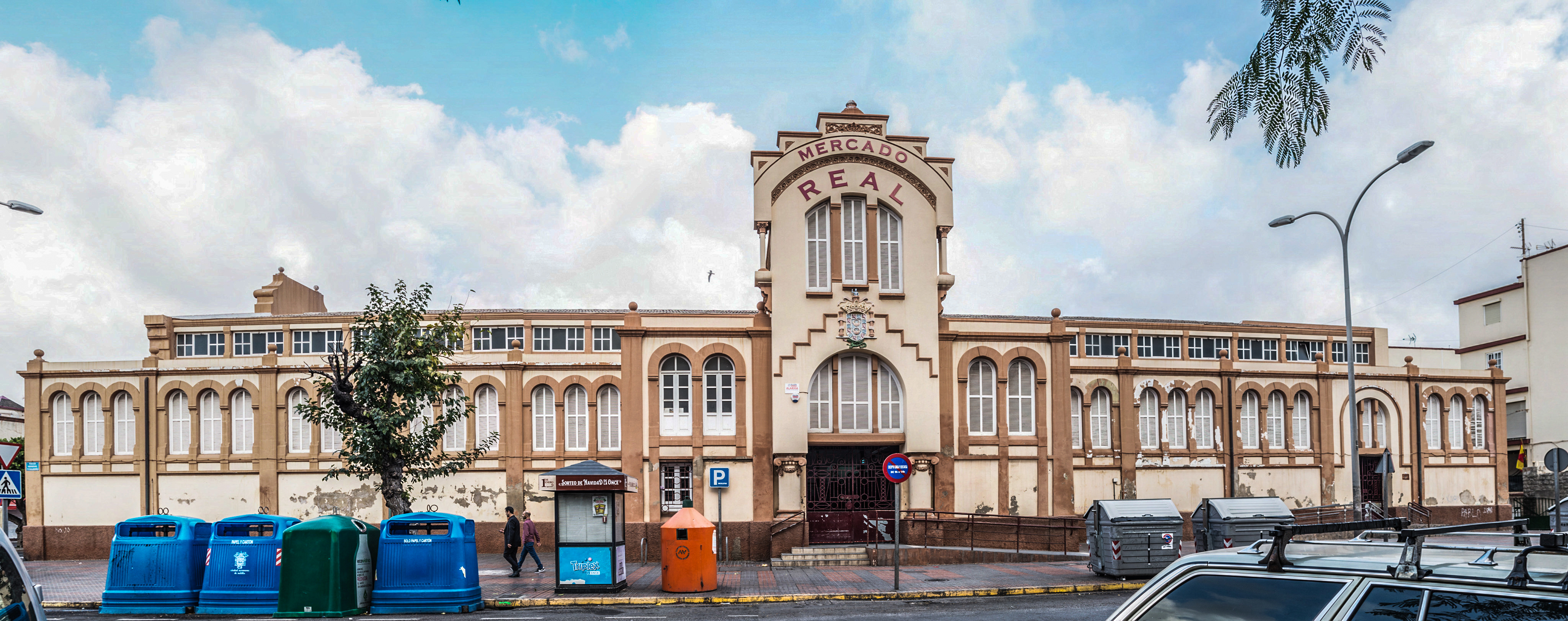
Mercado del Real
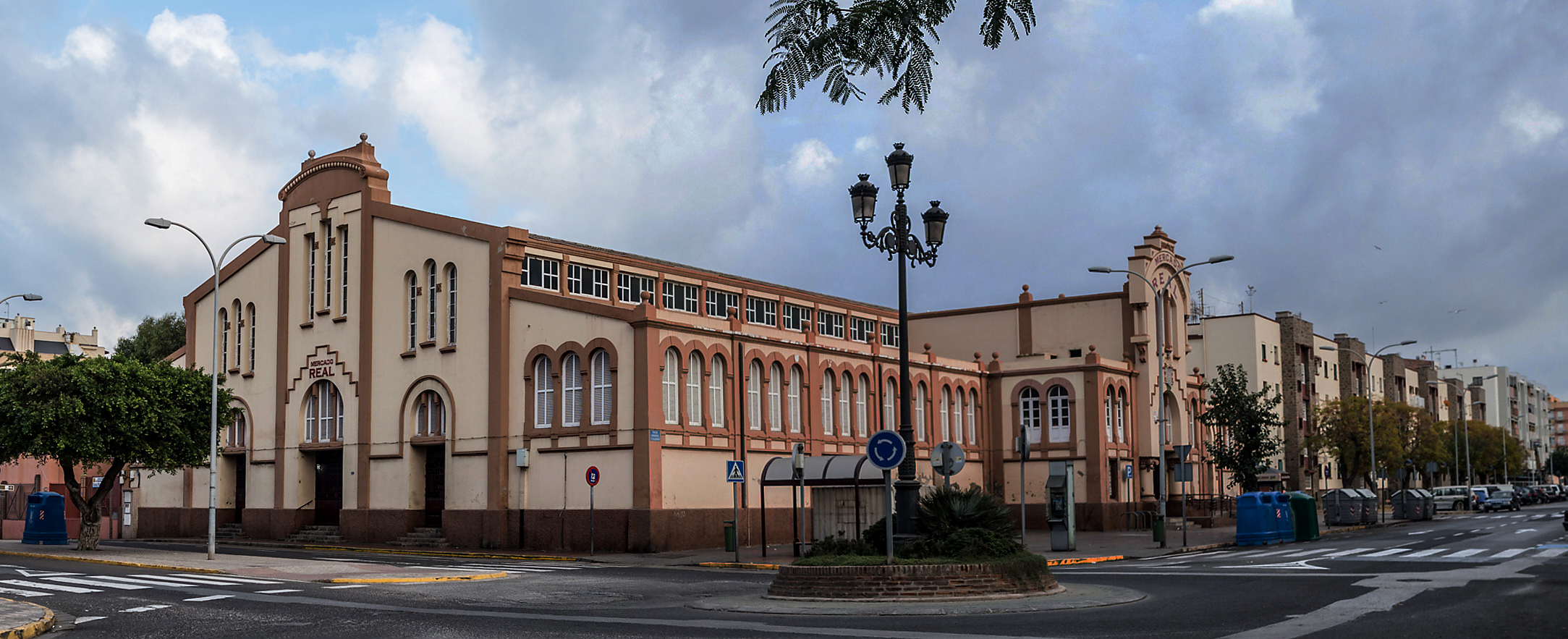
Mercado del Real

Más tarde surgió el art déco, en un principio zigzagueante, bastante cercano al modernismo, con obras cumbres como Monumental Cinema Sport  (1930-1932),  o el Palacio de la Asamblea(1932) de Enrique Nieto, autor también de la Casa de Enrique Nieto (1930-1932), la Casa Carcaño (1934-1935), la Casa de Jacques EskEnazi Aguilerun (1936-1938), la Consejería Adjunta a la Presidencia (1943-1944), el Chalet Ben Jeloun (1943), la Casa de Josefa Botella Segarra (1935-1936), la Casa de Rafael Rico Albert(1935), el Mercado del Real (1932-1940) , el Anexo del Monumental Cinema Sport (1935-1936) y el edificio situado en la Avenida de la Democracía, 8 (1935-1936).

#### Esgrafiado
Nieto también desarrolló una variante del esgrafiado, cuyo máximo exponente fue la Casa de Ahmed Ben Taleb, (1933).

## Premios y reconocimientos

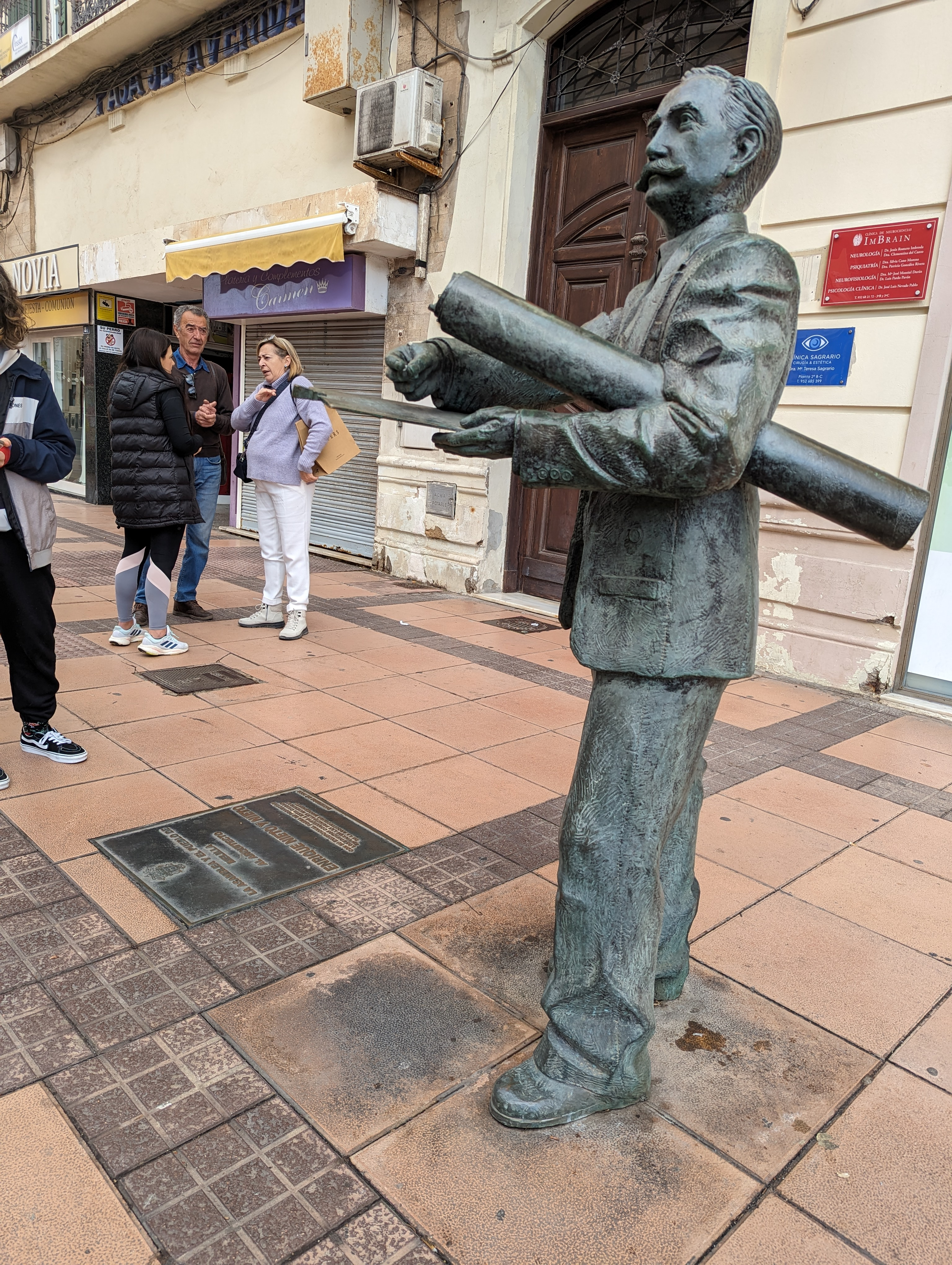
Vista del monumento a Enrique Nieto, en la ciudad de Melilla.

La ciudad de Melilla erige la escultura al arquitecto Enrique Nieto, en su avenida principal —frente a su obra más emblemática: la Casa Melul—, creada por Mustafa Arruf, en 2008.